# История Александрии
История египетской Александрии охватывает период времени от основания города Александром Македонским до современности. Она делится на несколько периодов — эллинистический, римский, византийский, арабский, айюбидский, мамлюкский, османский и Новейшее время.

## Эллинистический период (IV—I века до н. э.)

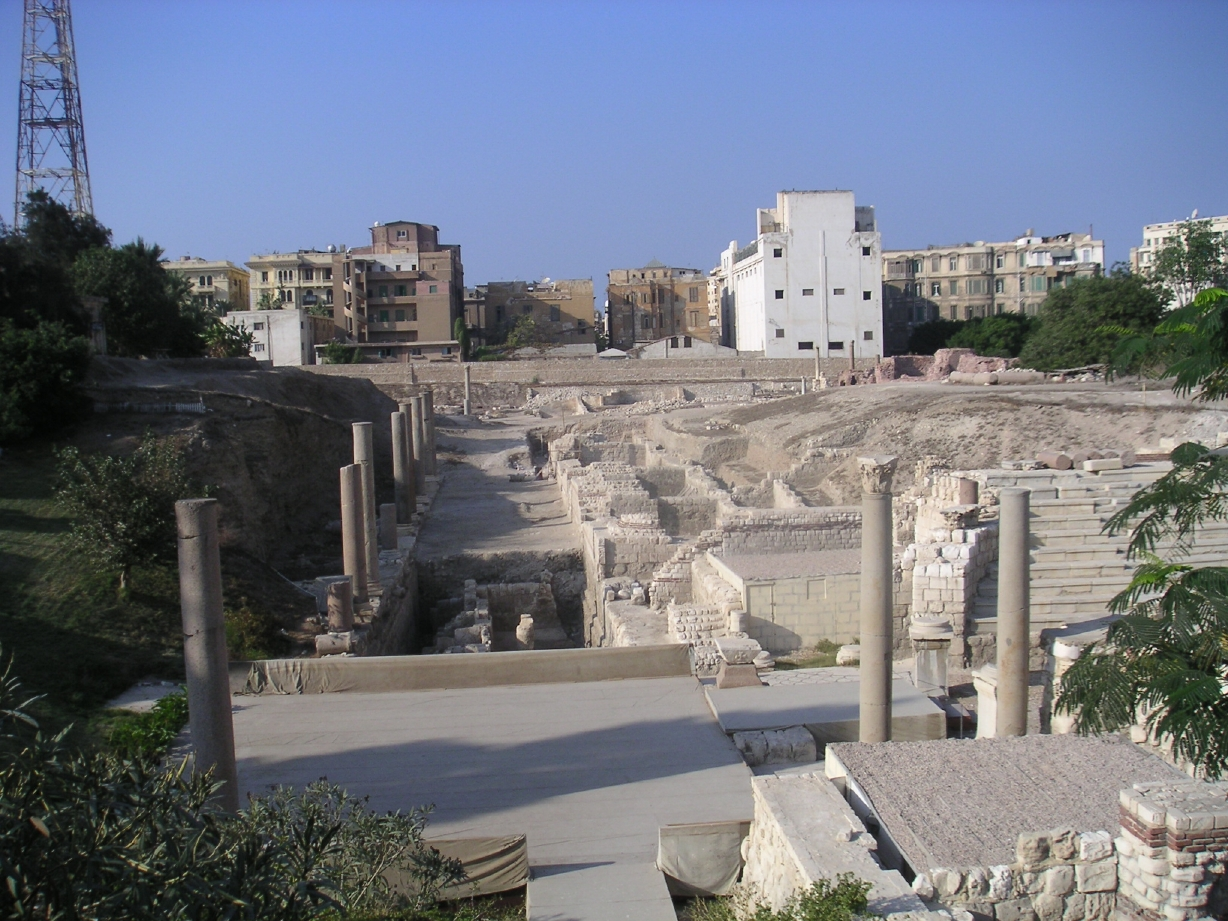
Руины античной Александрии

В 332 году до н. э. Александр Македонский захватил без боя персидскую сатрапию Египет, заручился поддержкой местного жречества и в западной части дельты Нила заложил новый город — Александрию Египетскую (она была основана на месте нескольких деревень, в которых уже с VII века до н. э. селились греки). В 331 году до н. э., пополнив в Египте свои войска, он направился через Сирию в Месопотамию. После смерти Александра Македонского (323 год до н. э.) один из его командиров, Птолемей I Сотер, получил в управление Египет и вскоре сделал его наследственным царством. Для усиления престижа своей власти, как наследника великого царя, Птолемей захватил тело Александра, которое предполагалось похоронить в Македонии. С этой целью он напал в Сирии на траурную процессию и увез забальзамированные останки Александра Великого в Египет, где захоронил в Александрии в специально сооружённой для этого усыпальнице.

Александрия при Птолемеях

Александрия была построена по плану двух греческих архитекторов — Дейнократа из Родоса и Сострата из Книда. Город, разделённый на пять кварталов, был прорезан двумя магистралями и состоял из широких, прямых улиц (главная из них имела 6 км в длину). Мостовые, парки, театры, ипподромы, водопровод и уличное освещение — всё это указывало на благоустроенную и богатую жизнь крупнейшего эллинистического города. Особым великолепием отличалась царская часть, занимавшая около трети всей городской территории. Пышные сады, зверинцы с редкими животными, роскошные бани и театры, помещения для многочисленной прислуги примыкали к богатейшим царским дворцам, составляя сложное целое резиденции Птолемеев. Здесь же находились и царские гробницы династии, в одной из которых покоилось выкраденное тело Александра Македонского.
В этой же части города находились знаменитые Александрийский мусейон и Александрийская библиотека. Египетские цари любили проявлять свою просвещённость и покровительствовать культуре, благодаря чему Александрийский музей (Мусейон) был крупнейшим центром науки и искусства на всём протяжении правления Птолемеев. Под музей была отведена часть дворцовых построек вдоль гавани, окружённых пристройками, залами и аллеями. В состав музея, кроме библиотеки, входили астрономическая башня, ботанический и зоологический сады. При Птолемеях музей напоминал своей деятельностью скорее современную академию наук, а при римлянах превратился в подобие университета.
Фактически Мусейон был создан бывшим правителем Афин и великим философом Деметрием Фалерским, который с 297 года до н. э. работал при дворе Птолемея I и стремился вернуть Египту былое научное величие. Непосредственно здания музея и библиотеки были построены к 290 году до н. э., а в 284 году до н. э. библиотеку возглавил основатель текстологии, выдающийся филолог и поэт Зенодот Эфесский, при котором была создана греческая грамматика, а также изобретены ударения и система пунктуации.

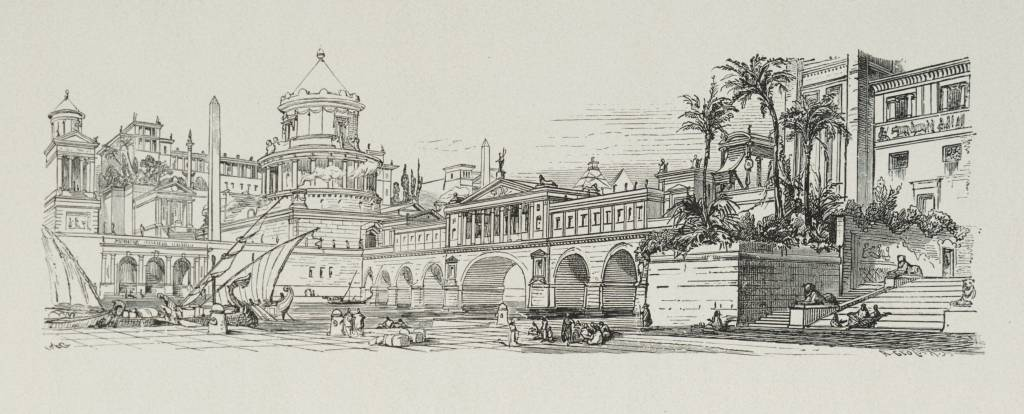
Дворцы Александрии

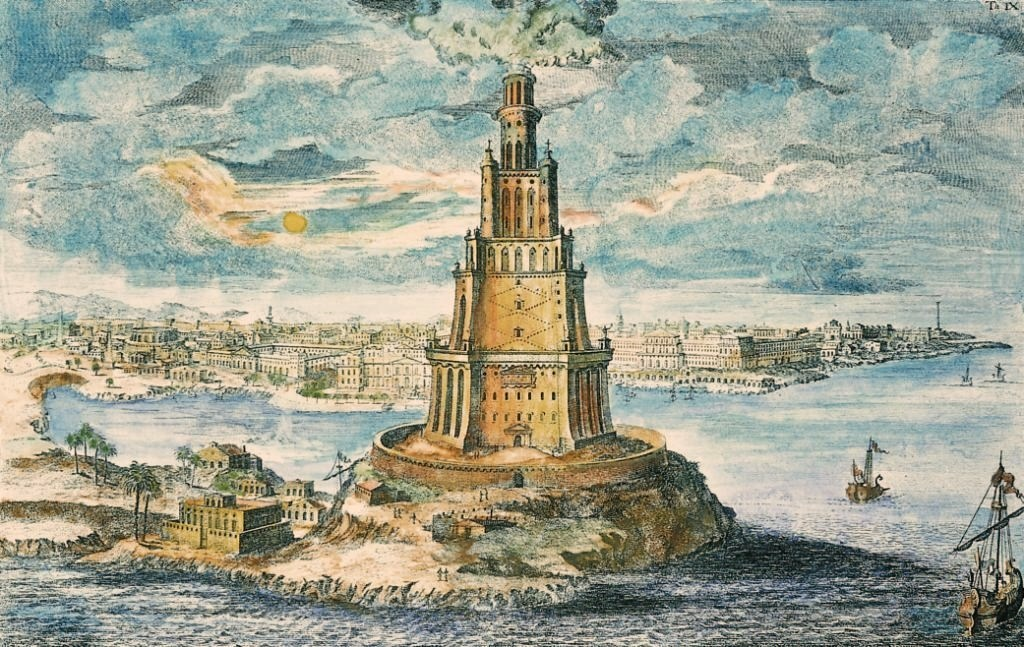
Александрийский маяк

Выдающиеся учёные и писатели той эпохи, стекавшиеся со всех концов эллинистического мира и объединявшиеся вокруг музея, получали жалованье и бесплатный стол от царя; в портиках и тенистых аллеях, созданных наподобие афинских, они вели жаркие диспуты и передавали знания своим ученикам. В Александрийской библиотеке хранились сотни тысяч рукописей, для переписывания, реставрации и изучения которых имелся многочисленный штат. В музее, ставшем центром «Александрийской школы», процветали грамматика, литература, философия, теология, медицина, география, математика и астрономия.

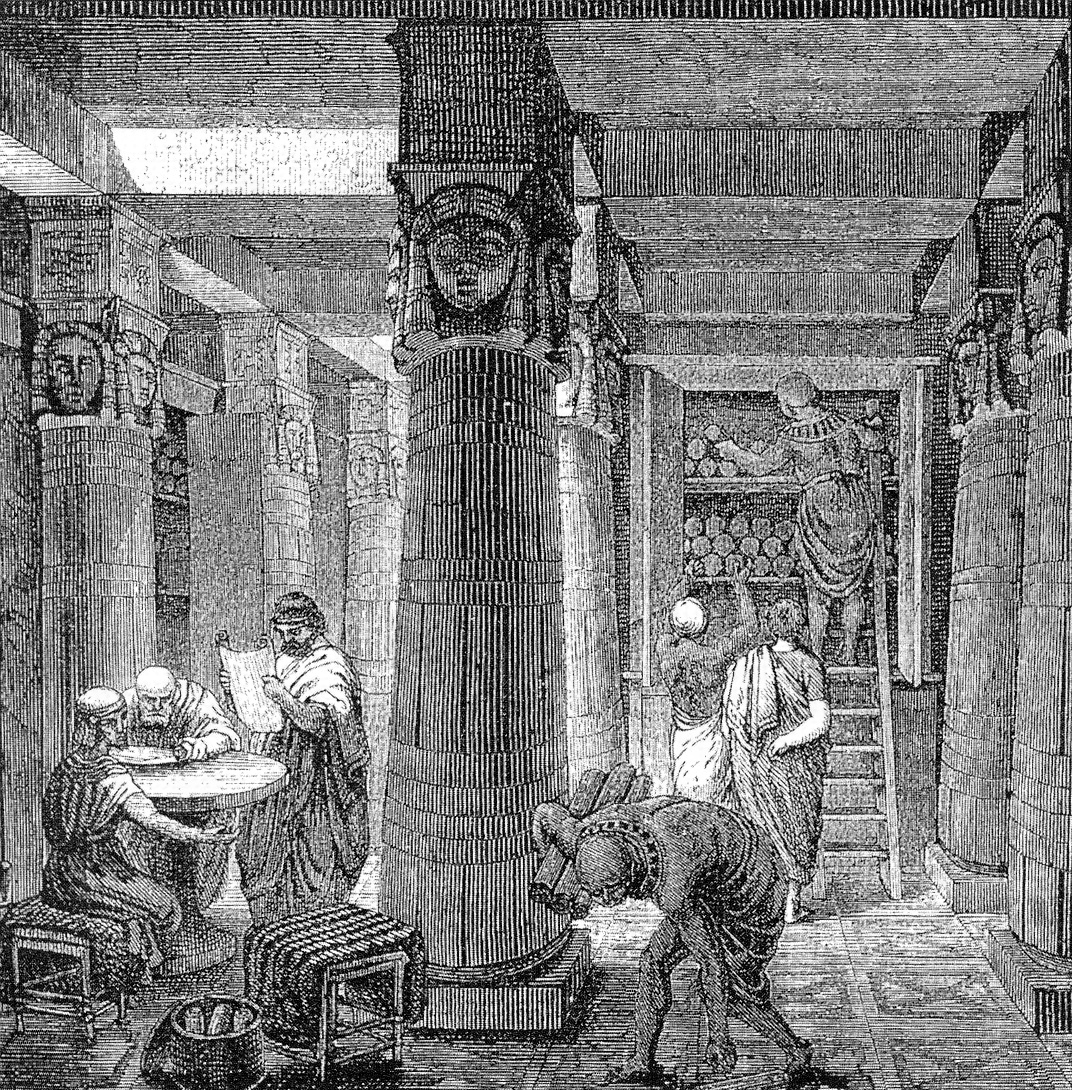
Александрийская библиотека

Александрия довольно быстро превратилась в ведущий экономический и культурный центр восточной части Средиземноморья и всего эллинистического мира. Через город на рынки Средиземноморья вывозили зерно, льняные ткани, стекло, папирус, масло, соль и рабов. Из Аравии Птолемеи импортировали ароматические вещества, золото и драгоценные камни, из Индии — слоновую кость, жемчуг, драгоценные камни, хлопковые ткани, красящие вещества, специи и рис, из Китая — шёлковые ткани. Сухопутная торговля с Востоком шла через Иран, Аравию и Южную Сирию, морская — по Красному морю и каналу, соединившему море с Нилом (Птолемеи имели самый значительный торговый флот того времени).
На Средиземноморье главными торговыми партнёрами Египта были Финикия, Малая Азия, Греция, Рим и Карфаген. Две хорошо оборудованные гавани всегда шумного Александрийского порта были образованы расположенным перед ними островом Фаросом, на котором возвышался знаменитый своими размерами Александрийский маяк, завершённый в 283 году до н. э. архитектором Состратом Книдским. Птолемеи успешно промышляли и ростовщичеством (после Первой Пунической войны Птолемей III Эвергет даже отказал Карфагену в займе под предлогом своих дружественных отношений с Римом).
Население Александрии отличалось большой этнической и религиозной пестротой. Кроме греков, македонян, фракийцев, критян и египтян в отдельных кварталах проживали евреи, арабы, сирийцы и персы. Правящий аппарат Птолемеев состоял в основном из пришлых македонян и местных греков. Главной опорой царя была многочисленная армия, костяк которой комплектовался из греко-македонских наёмников. Также Птолемеи покровительствовали египетскому жречеству, представлявшему собой влиятельную экономическую силу. Ещё при основателе династии Птолемее I в стране образовался новый культ бога Сераписа, соединившего в себе важнейшие черты греческого и египетского пантеонов. Принятый как греками, так и большей частью египетского жречества, Серапис стал верховным богом всего Египта, покровителем Птолемеев и Александрии.

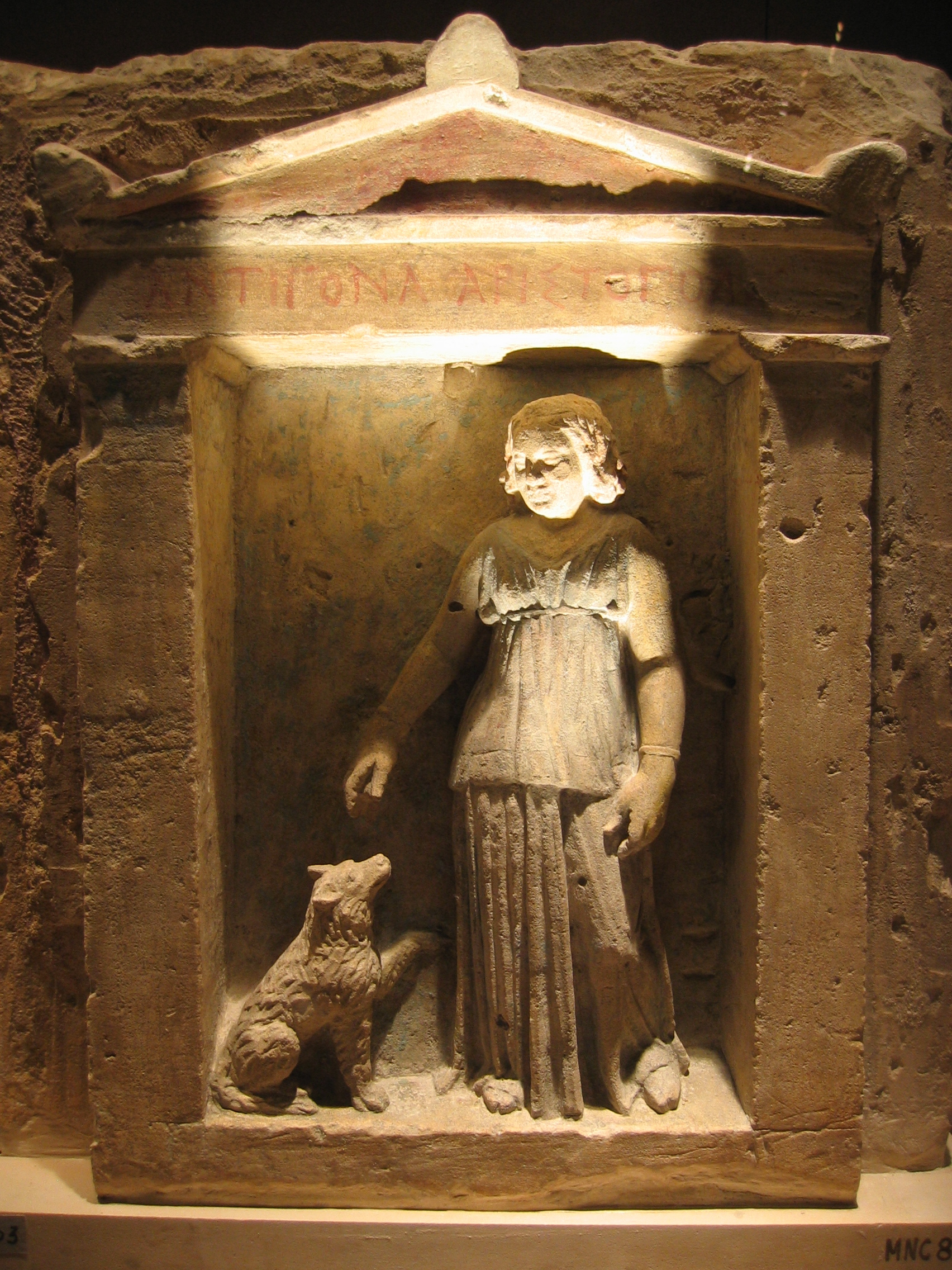
Искусство эпохи Птолемеев

Из числа египтян и евреев выдвигались чиновники местной администрации, в том числе номархи, откупщики и сборщики налогов, которые охотно усваивали эллинскую культуру. Евреи массово мигрировали в благополучную Александрию, где для них были созданы благоприятные условия в сфере ремёсел, торговли, сельского хозяйства и даже государственной и военной службы. Постепенно евреи, уже при Птолемее I имевшие равные с греками права, составили значительную часть населения города и стали играть большую роль в его социально-экономической жизни. Они населяли два из пяти кварталов Александрии, имели довольно большую политическую и религиозную свободу, а глава общины (этнарх) ведал всеми судебными и другими вопросами внутри еврейской автономии.
Некоторые евреи города были очень богаты (крупные ростовщики, купцы, сборщики налогов, военачальники), но основная масса состояла из мелких и средних ремесленников и торговцев. На средства зажиточных евреев в Александрии была построена великолепная синагога, а иудейские храмы поскромнее существовали во всех частях города. Даже среди представителей «Александрийской школы» было немало выдающихся философов и теологов из числа эллинизированых евреев. При Птолемеях только дважды (в 145 и 88 годах до н. э.) происходили незначительные стычки между евреями и остальными горожанами.
В 273 году до н. э. Птолемей II Филадельф послал в Рим посольство с предложением союза и дружбы; тогда же впервые римские послы посетили с ответным визитом Александрию. Не особо поднаторевшие в коммерции римляне в своих торговых экспедициях редко заходили дальше Александрии, выступая лишь перекупщиками восточных товаров у более сноровистых и опытных купцов, коими на тот период считались греки, сирийцы, финикийцы и евреи. В 221 году до н. э., вскоре после смерти Птолемея III Эвергета, его сын Птолемей IV Филопатор приказал слугам умертвить свою мать и соправительницу Беренику II. При Птолемее IV евреи, отказавшиеся участвовать в богослужении по греческому обряду, лишались гражданских прав и даже преследовались египетскими властями.
Уже в конце III — начале II века до н. э. происходит ослабление Египта и потеря им первенствующего положения в эллинистическом мире. В 204 году до н. э. в результате массовых волнений солдат-египтян и заговора знати был убит Птолемей IV Филопатор, оставивший своим наследником малолетнего Птолемея V Эпифана. В Александрии начались обычные в таких случаях придворные интриги и смуты за право быть регентом царя. Министры убили мать Птолемея V Арсиною III, но вскоре толпа линчевала и нового регента.

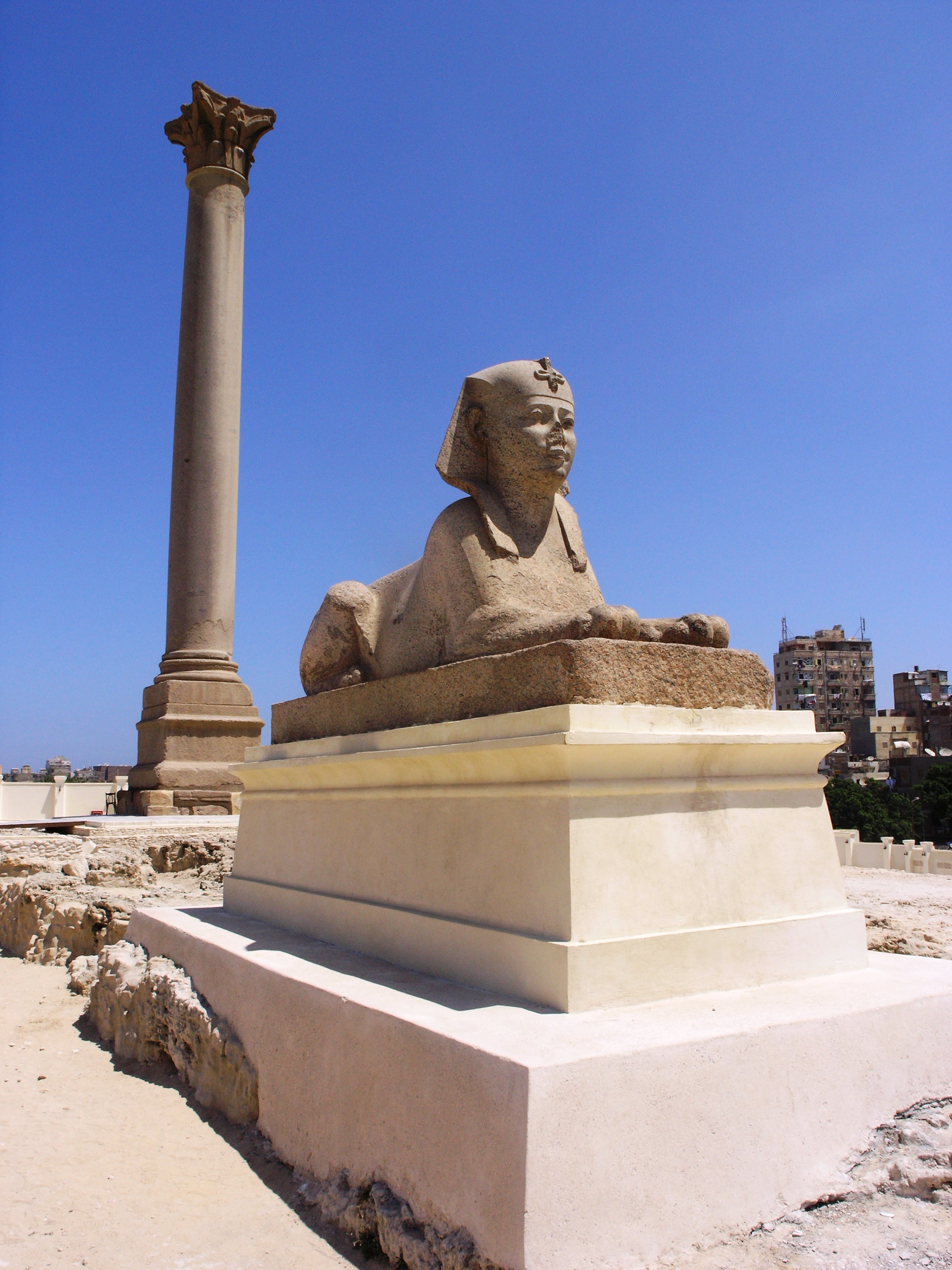
Александрийский сфинкс

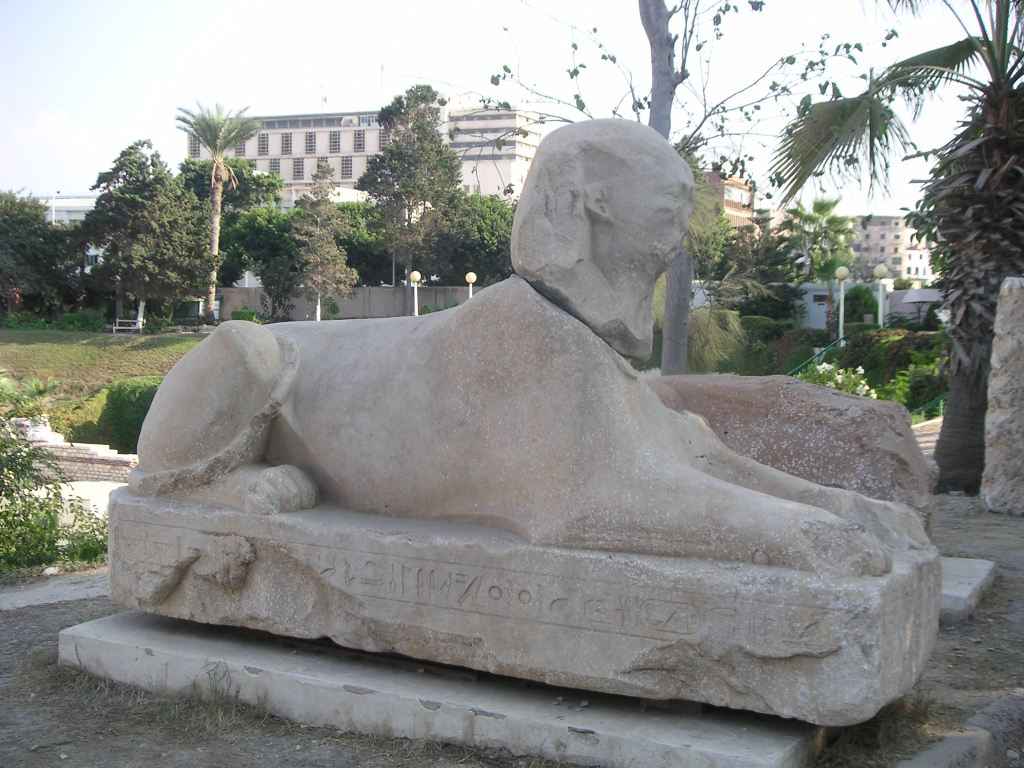
Александрийский сфинкс

Этим ослаблением захотели воспользоваться извечные соперники Птолемеев, Македония и Сирия, решившие произвести совместный раздел заморских владений Египта, но их планам помешал Рим, стремившийся не допустить прекращения поставок зерна из Александрии и начавший свой поход на Восток. Когда Антиох III Великий в 192 году до н. э. высадился в Греции, Птолемей V предложил Риму большую денежную помощь. После двух удачных походов, совершённых в 169 и 168 годах до н. э., Селевкиды подчинили себе почти всю территорию Египта. В руках Птолемеев оставалась лишь осаждённая Александрия, но под давлением римского посольства сирийцы были вынуждены вывести свои войска из долины Нила.
В Египте римская дипломатия старательно раздувала распри между двумя правившими братьями — Птолемеем VI Филометором и Птолемеем VIII Эвергетом, ослабляя тем самым страну. В 152 году до н. э. соправителем Египта был провозглашён сын Птолемея VI — Птолемей VII, что ещё более обострило и так натянутые отношения между братьями. Дальнейшему ослаблению Египта способствовала и часто возникавшая вражда существовавших при дворе Птолемеев группировок греко-македонской, египетской и еврейской знати. Последняя имела поддержку многочисленных соплеменников, ведь при Птолемее VI в Александрии поселилось множество евреев, бежавших из Палестины от гонений сирийцев.
В 145 году до н. э., после смерти Птолемея VI в сирийском походе, Птолемей VIII женился на вдове брата и своей сестре Клеопатре II, убил своего племянника и её сына Птолемея VII, а также всех недовольных, после чего столица лишилась многих видных учёных и чиновников, оппозиционных царю. В 131 году до н. э. при массовой поддержке жителей Александрии Клеопатра II подняла восстание и изгнала из страны Птолемея VIII и его жену Клеопатру III, приходившуюся ей дочерью. В 125 году до н. э. Клеопатра II была вынуждена бежать в Сирию, в 124 году до н. э. помирилась с братом и правила до его смерти в 116 году до н. э., после чего трон перешёл Клеопатре III и её старшему сыну Птолемею IX.
В 88 году до н. э. Птолемей X убил свою мать Клеопатру III, но в связи с народным недовольством был вынужден бежать из столицы, умерев по дороге на Кипр. В 80 году до н. э. Береника III была вынуждена выйти замуж за ставленника римского диктатора Суллы и своего двоюродного брата Птолемея XI, который убил её через несколько недель после свадьбы. Узнав об этом преступлении, толпа возмущённых горожан выволокла царя из дворца и убила.
Во время смуты 58 года до н. э. Птолемей XII Неос Дионис, проигнорировавший завоевание Римом Кипра, где правил его брат, был изгнан народом из Египта, а на троне воцарились его дочери Трифаэна (умерла в 57 году до н. э.) и Береника IV. В 55 году до н. э. войска римского наместника Сирии Авла Габиния без одобрения сената овладели Александрией и восстановили на престоле Птолемея XII, который с помощью римских клинков жестоко расправился с заговорщиками, казнив даже свою дочь Бенерику. После смерти Птолемея XII (51 год до н. э.) на египетский престол взошли его верная дочь Клеопатра VII, сопровождавшая отца в вынужденной ссылке, и её малолетний брат Птолемей XIII Теос Филопатор, сочетавшиеся формальным браком. В 48 году до н. э., опасаясь заговора влиятельных придворных регентов брата, Клеопатра бежала в Сирию и оттуда с наёмным войском двинулась в поход на Птолемея XIII.

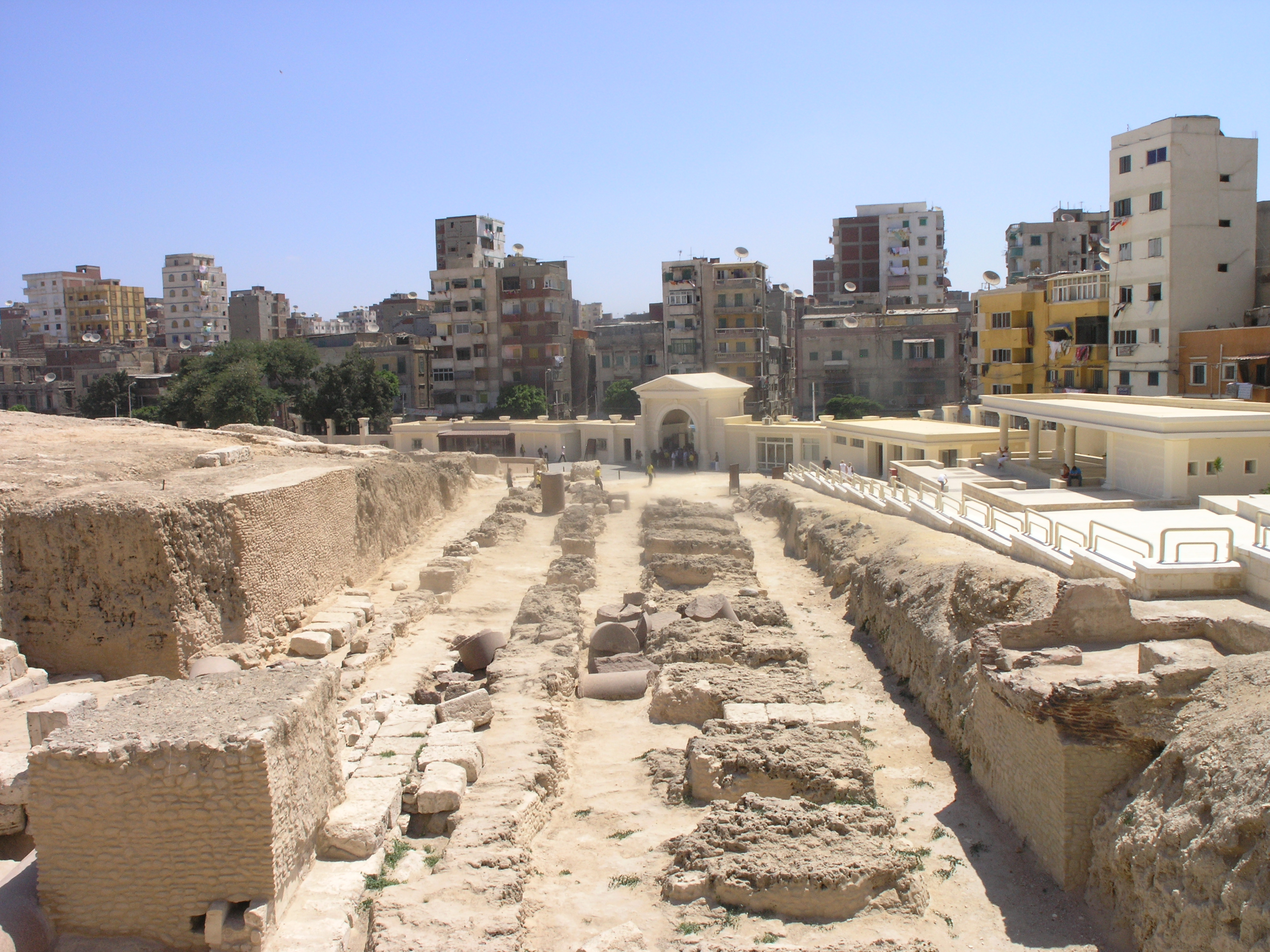
Руины античной Александрии

В это время разбитый Цезарем римский полководец Гней Помпей Великий попытался найти убежище в Египте, надеясь на помощь юного царя Птолемея XIII, которому прежде покровительствовал. Но, вопреки ожиданиям, сошедший на берег Помпей был убит придворными Птолемея XIII, желавшего выслужиться перед Цезарем и привлечь его на свою сторону против Клеопатры. Преследовавший Помпея Гай Юлий Цезарь через два дня также высадился в Египте и, стремясь захватить богатую казну Птолемеев, решил вмешаться в здешние распри. Сперва он взыскал огромную сумму, которую ему был должен покойный Птолемей XII. Затем, под предлогом мести за коварно убитого Помпея, голову которого он с военными почестями похоронил у стен Александрии и даже воздвиг в честь него особый храм Немесиды, Цезарь казнил виновных придворных царя и приблизил к себе Клеопатру, тайно вернувшуюся в столицу.
Силы недовольного бесцеремонностью иноземцев Птолемея XIII при поддержке горожан осадили Цезаря в царском квартале Александрии, но вскоре были оттеснены подошедшими из Сирии римскими легионами. В ходе боёв за обладание городом была разрушена значительная часть зданий, а пожар, устроенный римлянами по приказу Цезаря, не только погубил стоявший в гавани флот, но также сильно повредил порт и Александрийскую библиотеку (уцелевшие в огне рукописи поместили в хранилище при Серапеуме). В январе 47 года до н. э. римляне разбили лагерь Птолемея XIII, который утонул в Ниле на одном из судов во время отступления. Обворожившая Цезаря Клеопатра, вновь формально сочетавшаяся браком с другим малолетним братом Птолемеем XIV, фактически стала полновластной правительницей Египта под римским протекторатом, гарантией которого являлись оставленные в стране три легиона.
Цезарь, вернувшийся в Рим триумфатором, с помощью видного египетского астронома и математика Созигена провёл реформу календаря. В 46 году до н. э. Клеопатра прибыла в Рим, но после убийства Цезаря (44 год до н. э.) была вынуждена вернуться в Александрию. Вскоре после этого Птолемей XIV был отравлен, а его наследником стал сын Клеопатры от Цезаря Птолемей XV Цезарион. В 43 году до н. э. в Египте разразился голод, почти все съестные запасы шли на обеспечение склонной к бунтам Александрии, из-за чего пришлось даже вывести из страны бесчинствующие римские легионы. Зимой 41 года до н. э. в Александрию ко двору Клеопатры прибыл Марк Антоний, так же, как и Цезарь, очарованный царицей. После сплошных пиров и веселья весной 40 года до н. э. он был вынужден покинуть Египет и вернуться в Рим.
Однако решив все свои дела, Марк Антоний поселился в Александрии, и в компании Клеопатры вёл праздную жизнь типичного восточного правителя, попутно наделяя её детей частями римских восточных владений. В 36 году до н. э. он совершил неудачный поход в Парфию, однако два года спустя ему удалось взять в плен армянского царя Артавазда II, в честь чего Антоний устроил в Александрии пышный триумф. В 32 году до н. э. Октавиан Август начал открытую войну против Антония, а в 31 году до н. э. в битве при Акциуме нанёс решительное поражение флоту Антония и Клеопатры, бежавших в Александрию.

## Римский период (I век до н. э. — IV век н. э.)

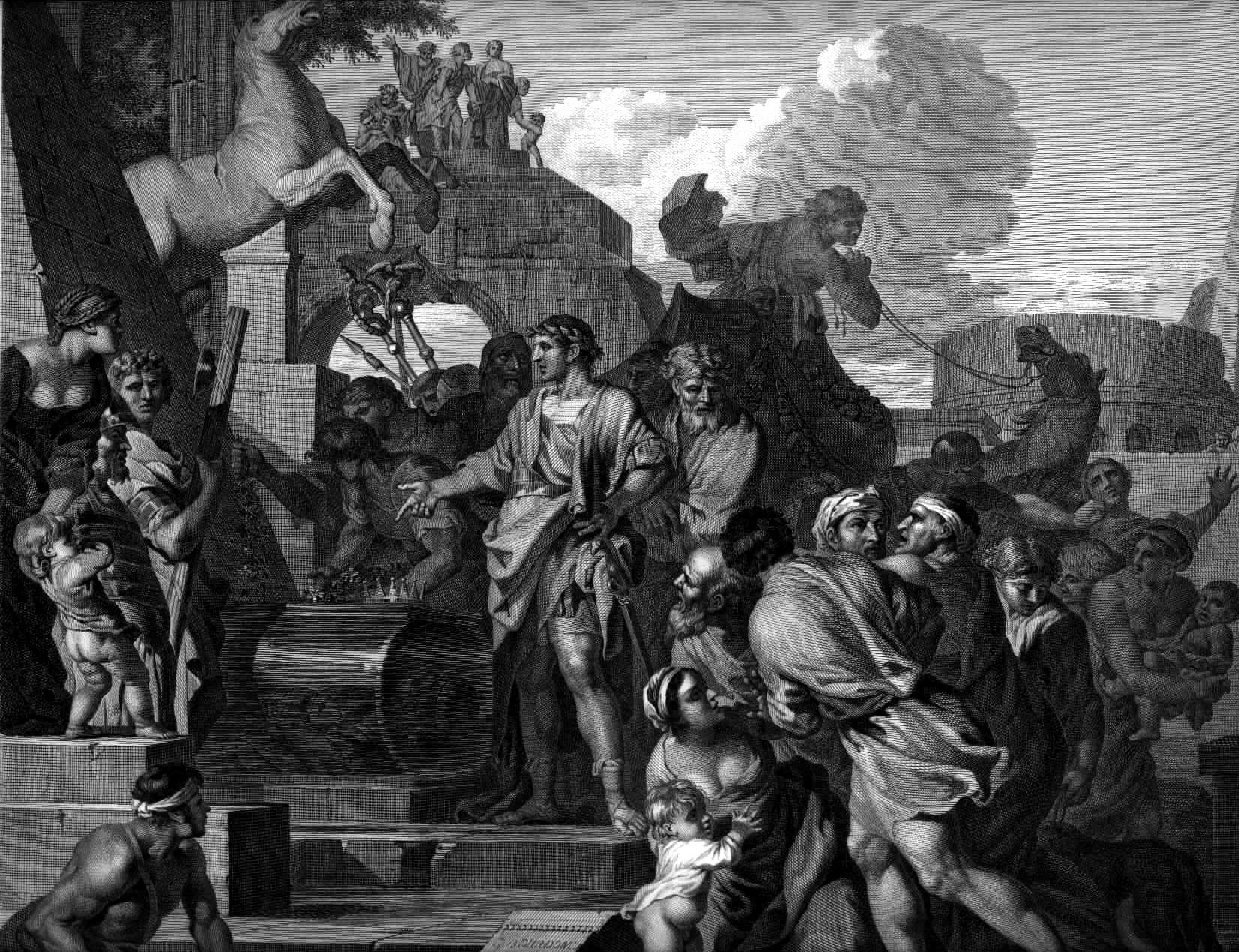
Посещение Октавианом гробницы Александра Македонского

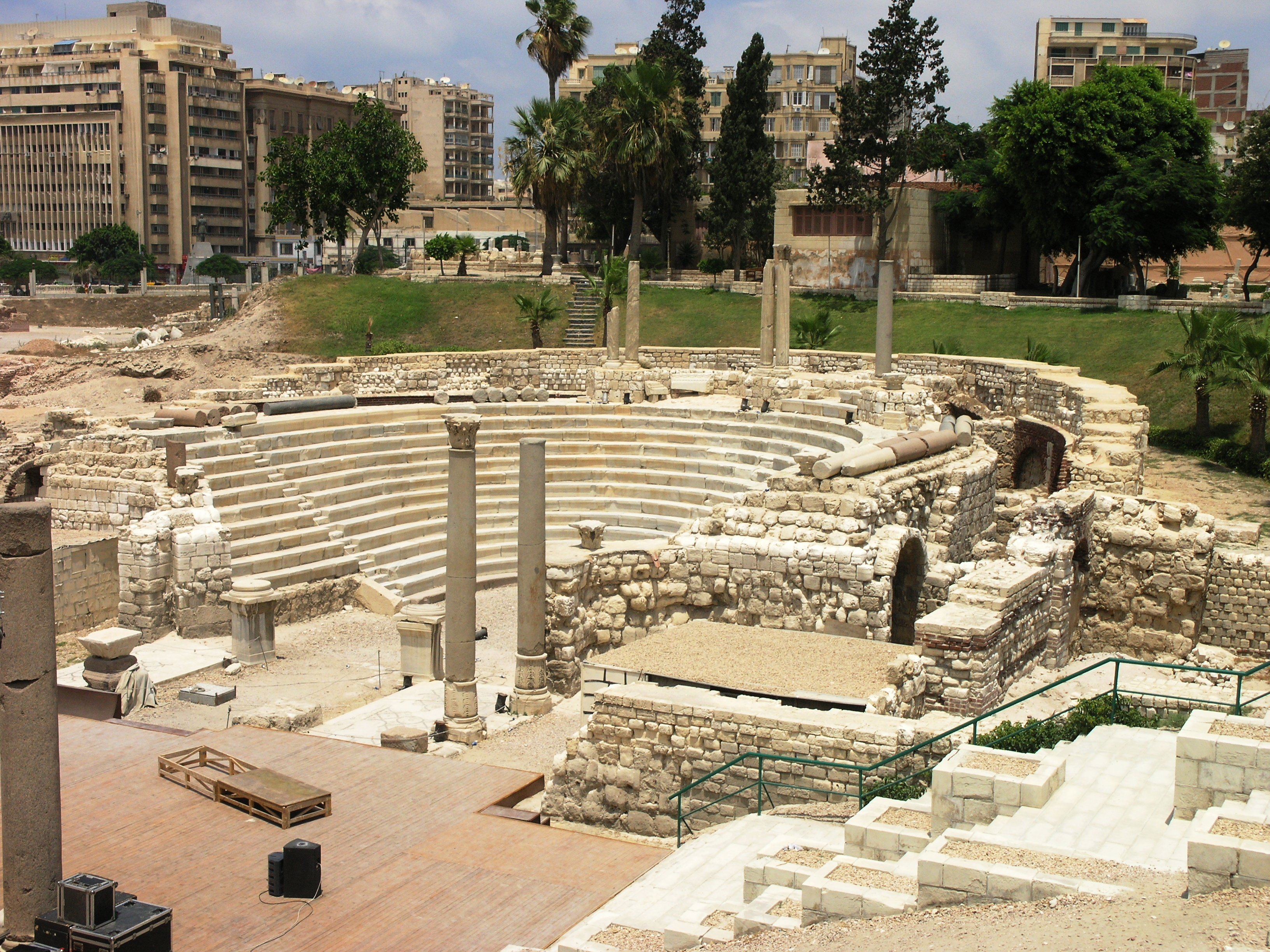
Римский амфитеатр

Летом 30 года до н. э. Октавиан подошёл к Александрии, и легионы Антония перешли на его сторону. Опечаленный предательством, Антоний совершил самоубийство, после чего его примеру последовала и Клеопатра. Расчищая путь к абсолютной власти, Октавиан приказал убить старшего сына Антония и сына Клеопатры от Цезаря, Птолемея XV Цезариона. В руки римлян попали не только казна и огромные богатства Птолемеев, но и одна из богатейших стран того времени.
Захватив Египет, Октавиан положил конец почти трёхвековому правлению греческой династии Птолемеев, после чего страна стала римской провинцией, а фактически — личной вотчиной императорской семьи. Александрия, оказавшись в составе огромного государства, но, уступая в нём лишь Риму, укрепила своё значение как крупный торговый центр Средиземноморья и морские ворота Египта — хлебной житницы империи (если в начале I века до н. э. население города составляло 300 тыс. человек, то уже через столетие оно достигло 1 миллиона жителей). При Октавиане в Египте размещалось три римских легиона, позже — два. Префекты Египта и восточные легионы довольно часто вмешивались во внутренние дела Рима, выдвигая или поддерживая того или иного кандидата на трон.
Октавиан, выступивший как преемник Птолемеев и считавший Египет своей собственностью, почитался населением как «бог и спаситель». Он усилил и так немаленький налоговый гнёт, конфисковал часть земель у сильно окрепшего жречества, монополизировал в своих руках вывоз зерна (треть поступавшего в Рим зерна имела египетское происхождение), попутно подавляя возмущение недовольных. Но и Александрия оказывала большое влияние на Римскую империю, по всем весям которой стали распространяться египетские культы Исиды и Сераписа, особенно среди моряков и женщин (Калигула даже построил храм Исиды в Риме). Утончённый александрийский стиль поэзии вошёл в моду при дворе Рима и стал образцом для подражания.

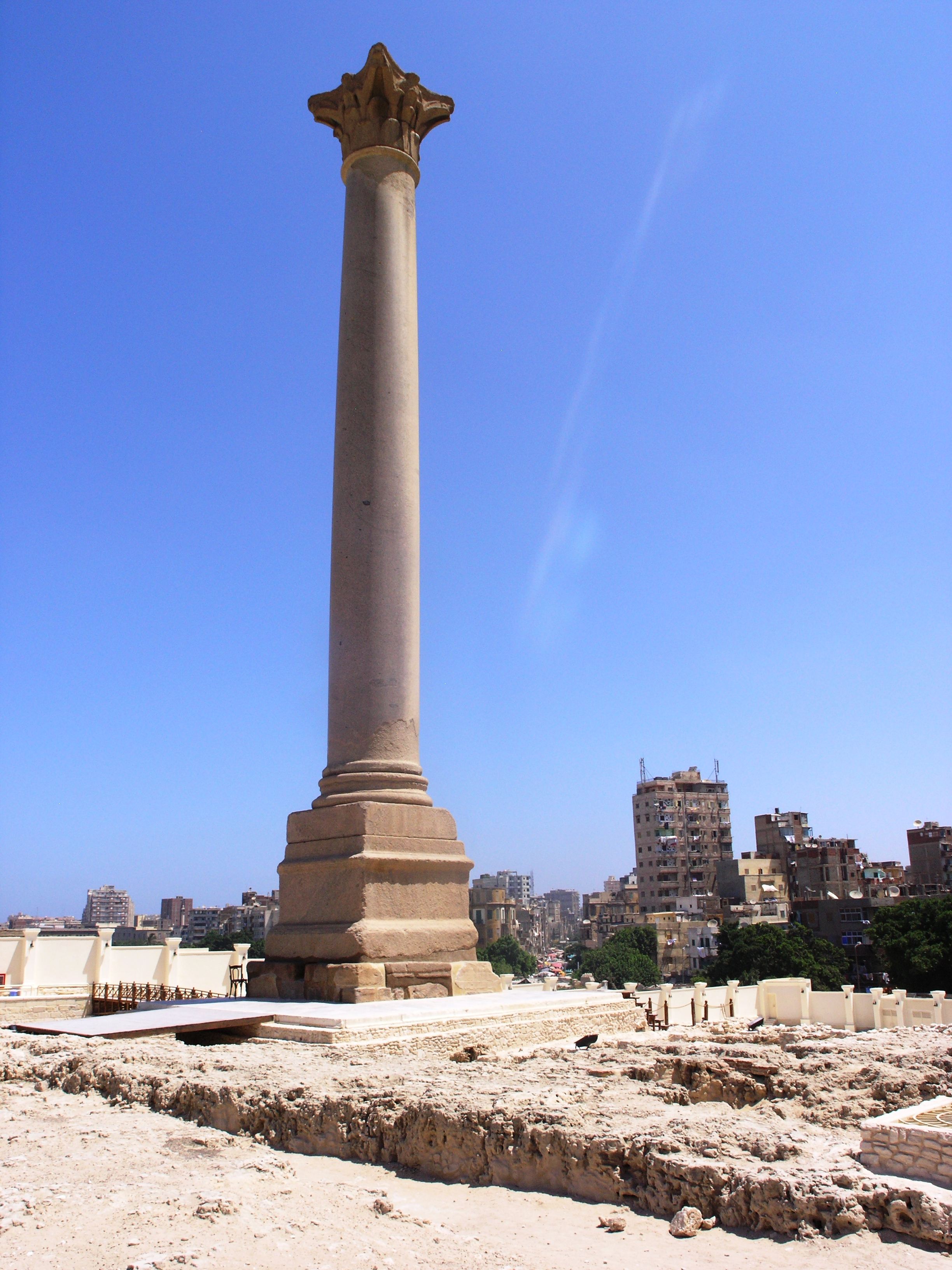
Колонна Помпея III века

Первые римские префекты Египта, начиная с Корнелия Галла, довольно успешно расширяли границы провинции, совершали военные походы в соседние Нубию и Аравию, даже возрождали земледелие и расчищали засорившиеся при последних Птолемеях ирригационные каналы. В 26—25 годах до н. э., когда префект Египта с основными войсками совершал поход в Аравию, на провинцию напали племена нубийцев, но в 24 году до н. э. вернувшаяся римская армия восстановила границу между Египтом и Нубией. В 8 году до н. э. в Александрии лагерем стал XXII Дейотаров легион, который в основном предотвращал или пресекал насилие между местными греками, египтянами и евреями (в 35 году н. э. по приказу Калигулы в дополнение к нему в Александрию был переведён III Киренаикский легион).
Римляне сделали ставку на местных греков и эллинизированных египтян, которые в качестве средних и мелких чиновников, откупщиков и купцов играли главную роль в хозяйственной жизни провинции. Египетские евреи напротив были отнесены к низшему классу и отстранены от государственной и военной службы, что привело к росту антагонизма между этими крупнейшими общинами города (евреи Александрии, являясь самой многочисленной общиной диаспоры, составляли около трети почти миллионного населения города и владели более чем десятью синагогами). Со временем социальные противоречия лишь усилились, часто выплёскиваясь в открытые столкновения. Так, в 38 году, в ответ на требование евреев предоставить им полные гражданские права, греки при полном попустительстве римского наместника осквернили синагоги, установив в них статуи императора Калигулы, и массово разграбили дома в еврейских кварталах Александрии (римские солдаты по приказу наместника даже разоружали евреев, пытавшихся обороняться).

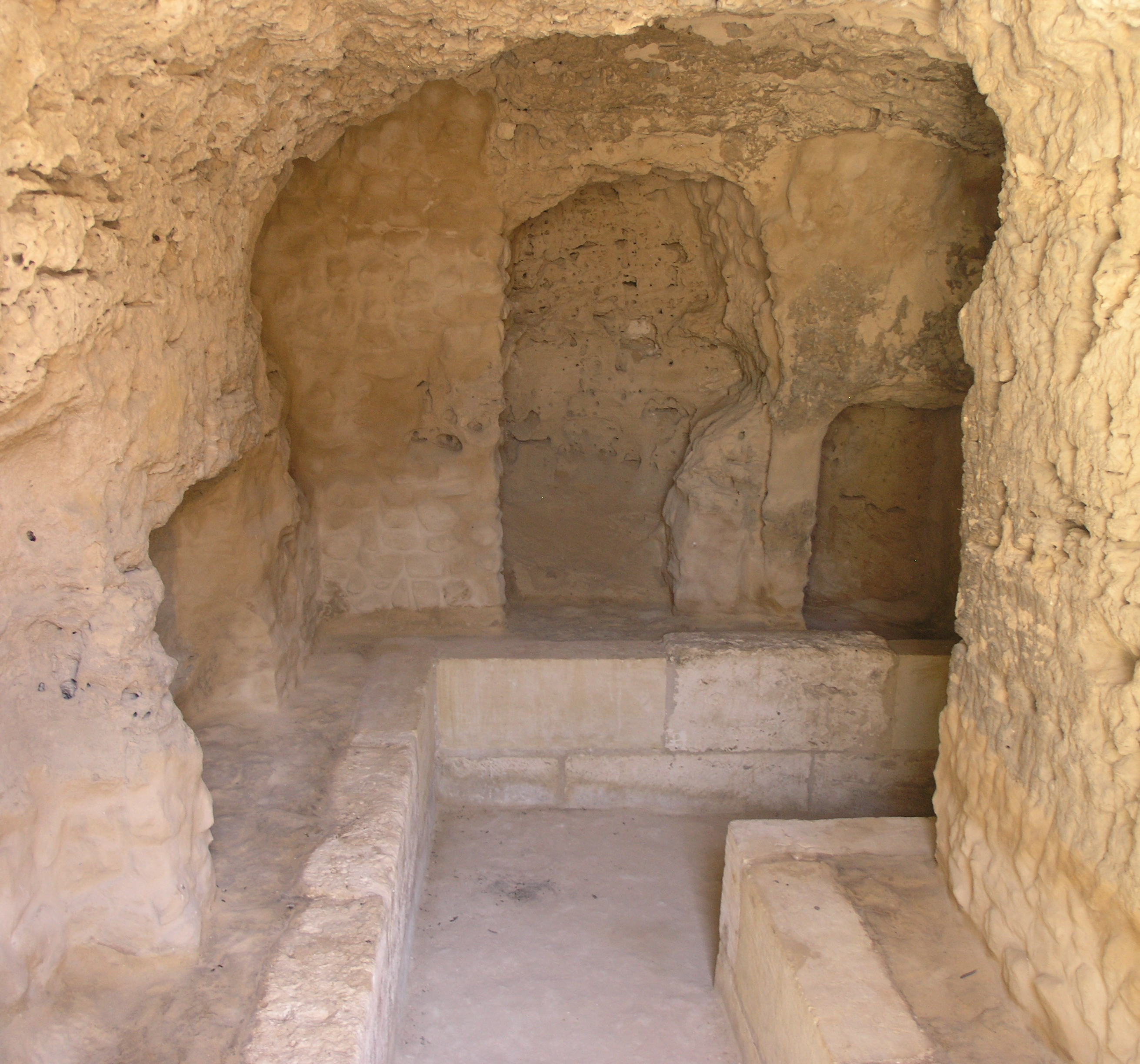
Помещения под Колонной Помпея

После беспорядков, которые считаются первым упоминаемым в истории еврейским погромом, руководители общины были подвергнуты публичному бичеванию, синагоги закрыты, а всем евреям власти предписали проживать лишь в одном из кварталов города. По смерти Калигулы (41 год) евреи вооружились и напали на ненавистных греков, но римские войска жестоко подавили бунт. Император Клавдий, наследовавший трон, вернул александрийским евреям их религиозные и национальные права, но запретил им добиваться расширения гражданских прав. С начала римского правления еврейскую общину возглавляли уже не этнархи, а совет из 71 старейшины. Жители Александрии из числа греков и римлян яростно противились вступлению евреев в число полноправных граждан.
Живший в первой половине I века выдающийся представитель еврейского эллинизма Филон Александрийский, умело соединявший догматы иудаизма с греческой философией Платона, Пифагора и Зенона Китийского, стал вдохновителем возникшего во II веке христианского учения о логосе («слове» или «мысли»), которое было положено в основу Евангелия от Иоанна или четвёртой книги Нового Завета, а также учений об ангелах и нечистой силе. После погрома, случившегося в Александрии в 38 году, он даже во главе еврейского посольства ездил в Рим на встречу с императором, но Калигула принял сторону греков.
В середине I века в Египте стало распространяться христианство, и вскоре Александрия превратилась в один из главных центров новой религии. По преданиям, основал христианскую церковь в Египте сам апостол и евангелист Марк, ставший в 42 году первым епископом Александрии. В 68 году во время празднества, посвящённого богу Серапису, он скончался от истязаний язычников, оставив во главе церкви своего ученика Аниана. Вообще, в первые столетия египетским христианам активно противостояли последователи различных религий, культов и сект многонациональной Александрии, в том числе язычники Сераписа, гностики-сифиане и иудеи.
Со второй половины I века для Египта на столетие настал «золотой век» процветания и достатка. Однако, в 66 году под влиянием Первой Иудейской войны александрийские евреи массово восстали против римского гнёта. Во время ожесточённых уличных боёв, в которых активно принимали участие III Киренаикский и VII Клавдиев легионы, усмирявшие восстание, около 50 тыс. евреев было убито. Летом 69 года римские войска провозгласили в Александрии новым императором Веспасиана. После разрушения Иерусалима (70 год) Александрия надолго стала мировым центром иудейской религии и культуры. Бежавшие из Палестины евреи нашли убежище в Египте и в 73 году подбили местных евреев на новое восстание против римлян. Веспасиан жестоко подавил мятеж, приказав в наказание за неповиновение разрушить знаменитый не только в Египте Ониасов храм.
Во II веке в Александрии было основано первое в христианском мире высшее учебное заведение, положившее начало знаменитой Александрийской богословской школе (на начальном этапе оно выступало за сближение христианского учения с эллинской философией). В этот же период, отличавшийся процветанием города, в Александрии насчитывалось почти 50 тыс. домов, около 2,5 тыс. храмов и более 1,5 тыс. так любимых римлянами терм. Летом 106 года принял мученическую смерть александрийский епископ Кедрон. В 115 году в городе начались новые массовые беспорядки между греками и евреями (последние даже разрушили надгробие взявшего Иерусалим полководца Помпея Великого).
Для восстановления порядка в Александрии император Траян выслал туда римский легион и военные суды, а для реконструкции разрушенных храмов провёл конфискацию имущества местных евреев. Подавление восстания и последовавшие за ним репрессии привели к почти полному уничтожению еврейской общины города. Римляне сожгли и разрушили до основания славившуюся со времён Птолемеев главную синагогу Александрии, а экономическое и социальное положение уцелевших евреев города значительно ухудшилось. При императоре Адриане (первая половина II века), уделявшем большое внимание развитию провинций, к пяти старым городским кварталам прибавился новый — Адрианов. В 152—154 годах Египет охватило массовое антиримское восстание, в котором принимали участие и набиравшие всё большую силу буколы («пастухи»). Этот мятеж отразился на доставке в Рим египетского зерна, что в свою очередь вызвало волнения в столице.
В 172 году на фоне вспыхнувшей эпидемии чумы буколы подняли в Нижнем Египте новое восстание, едва не овладев Александрией. К буколам, в их недоступные селения, спрятанные в камышах и болотах дельты Нила, бежали все обездоленные люди Египта и, собравшись там в организованные отряды, делали постоянные вылазки на административные центры и римские гарнизоны. Римляне под командованием полководца и сирийского наместника Гая Авидия Кассия с большим трудом подавили мятеж, который сильно подорвал египетскую экономику (хотя с движением буколов римские власти не могли совладать и в течение всего III века). В 175 году Кассий сам поднял восстание и при поддержке египетских и сирийских легионов объявил себя императором, однако при приближении Марка Аврелия был низложен и убит своими же солдатами (из-за этого прибывший в Александрию Марк Аврелий пощадил мятежников и не стал учинять привычной в таких случаях расправы).
Новое восстание узурпатора было подавлено в 193 году, когда сирийский губернатор Песценний Нигер при поддержке восточных легионов и парфян объявил себя императором и взял под свой контроль Сирию, Египет и часть Малой Азии, но вскоре был разбит Септимием Севером. В 202 году император Септимий Север посетил Александрию и сделал её столицей провинции Египет, даровав жителям города много прав и привилегий, а также проведя в Египте административную и налоговую реформы. В то же время он возобновил гонения на христиан и иудеев, закрыл Александрийское училище, откуда выпускались христианские миссионеры, после чего многие богословы покинули город. С III века начинается постепенный упадок Александрии. И хотя в 212 году император Каракалла пожаловал всем свободным египтянам римское гражданство, но рост в его правление налогового гнёта привёл к череде восстаний.
В 216 году вернувшийся из похода в Месопотамию Каракалла, озлобившись на жителей Александрии за их намёки на совершённые им братоубийство и связь с матерью, отдал город на разграбление солдатам и наложил на него огромный штраф. Римляне устроили в Александрии жестокую резню, изгнав из музея и разрушив жилища видных философов, преподававших учение Аристотеля. После убийства Каракаллы в 217 году большинство учёных, а также бежавших от гонений евреев, вернулись в Александрию (однако после этого разграбления больше не было никаких известий о судьбе хранившейся в городе мумии Александра Македонского). В 223—225 годах в Египте свирепствовала новая эпидемия чумы, унёсшая множество жизней.
В 231 году епископ Димитрий осудил на поместном соборе главу Александрийской христианской школы Оригена, перенёсшего свою преподавательскую деятельность в Палестину, и поставил на его место Иракла. В том же году Димитрий умер, Иракл стал епископом, а школу возглавил ученик Оригена Дионисий Великий, также избранный епископом в 247 году. С середины III века александрийские епископы стали носить почётный титул папы (впервые его использовал епископ Иракл). Также с III века благодаря деятельности Антония Великого в Александрийской церкви появилось монашество.
В 250 году Деций Траян объявил обязательным для всех участие в культе Гения императора (божества, которое покровительствовало императору), но египетские христиане восстали против этого нововведения. В 257—260 годах по указу императора Валериана I на египетских христиан обрушились новые гонения. В 260 году также притеснявший местных христиан египетский префект Луций Муссий Эмилиан поддержал восстание военачальника Макриана Старшего против императора Галлиена, после поражения заговорщиков сам в 261 году объявил себя императором, но в 262 году был разбит и убит в тюрьме.
В 262 году III Киренаикский легион перешёл под командование влиятельного пальмирского царя Одената, которого в благодарность за помощь Галлиен признал своим соправителем на Востоке. В 267 году, после убийства Одената, его вдова Зенобия присоединила Египет к своим владениям. В 272 году римский император Аврелиан, разрушивший Пальмиру, осадил Александрию, а в Египте началась война между сторонниками и противниками Рима. В 273 году римляне под командованием Аврелиана штурмом захватили город, разрушив при этом Александрийский музей и библиотеку, за поддержку горожанами Зенобии срыли городские стены, а затем разбили египетского правителя Фирма, ставшего на сторону пальмирцев.
Летом 297 года узурпатор Домиций Домициан поднял восстание против Диоклетиана и объявил себя императором, но вскоре Диоклетиан осадил Александрию. В декабре 297 года Домициан скончался, назначив своим преемником Ахиллея. В марте 298 года после изнурительной восьмимесячной осады город сдался, римляне жестоко расправились с мятежниками и казнили Ахиллея. Значительная часть античной Александрии исчезла именно при Диоклетиане, как в результате масштабных разрушений, так и нового строительства. Диоклетиан разделил Египет на три провинции, а на южной границе согласился платить ежегодную дань варварским племенам в обмен на ненападение. При нём усилился налоговый гнёт, латинский язык заменил греческий в качестве официального языка, а копты начали счёт лет в своём календаре с года воцарения Диоклетиана (284 год).
В 302 году император возобновил гонения на христиан, но уже в 313 году Константин I Великий своим эдиктом легализовал христианство по всей Римской империи. В период гонений императоров Диоклетиана и Максимиана епископ Пётр покинул Александрию и странствовал по империи, не переставая выступать против зарождавшегося арианства. В 305 году по велению взошедшего на престол императора Максимина II Даза была казнена христианская великомученица Екатерина Александрийская. В 311 году Петра арестовали в Александрии и, несмотря на массовые волнения верующих, вскоре казнили (в том же году в городе были казнены многие христиане, в том числе Святая Афанасия с тремя дочерьми, а также Святой Кир Александрийский и его ученик Иоанн).
С IV века пользовавшаяся большим авторитетом Александрийская архиепископская династия соперничала как с Константинопольским патриархатом, выступая против влияния несторианства, так и с властью римского префекта. В 325 году императором Константином Великим был созван Никейский собор, основной задачей которого было поставить точку в религиозных спорах между александрийским епископом Александром и популярным в народе пресвитером Арием (эти споры стали переходить в массовые стычки между сторонниками Александра и Ария на улицах и рынках Александрии). Итогом Никейского собора стала ссылка и заключение в тюрьму Ария, который отказался принимать решение собора, а в империи развернулось преследование ариан.
Антиохийский собор 341 года осудил учение александрийского епископа Афанасия, преемника Александра Александрийского, и поддержал арианство. К середине IV века Афанасий Великий остался единственным епископом Востока, не принявшим арианство. В 335 году он был обвинён в причастности к убийству мелетианского епископа Арсения и сослан в Германию, где распространил идеи монашества, но в 337 году, после смерти Константина, смог вернуться. В 340 году Афанасий был повторно изгнан из Александрии, а после смерти местного арианского епископа Григория в 345 году вернулся на родную кафедру. В 355 году Афанасий был осуждён Миланским собором, после чего вновь бежал из Александрии и скрывался в Верхнем Египте до самой смерти покровительствовавшего арианам императора Констанция II в 361 году.
После реформ Юлиана II, уравнявшего все ветви христианства и даже язычество, Афанасий вернулся в Александрию, но после смерти Юлиана Отступника в 363 году поборник арианства Валент II начал новые преследования опальных епископов. Афанасий вновь бежал из Александрии, но вскоре вернулся и до своей смерти в 373 году занимал епископскую кафедру. Летом 365 года в результате мощного землетрясения, унёсшего жизни более 50 тыс. жителей, частично разрушился Александрийский маяк, ушли под воду расположенные в приморской части города дворцы Птолемеев, храм Посейдона, некоторые дома знати и соседний остров Антиродос. В 374 году римский префект Египта Палладий ворвался с толпой во время службы в храм и учинил погром. Преемник Афанасия Пётр II бежал из Египта, а ариане при поддержке Палладия возвели на александрийскую кафедру своего ставленника Лукия.

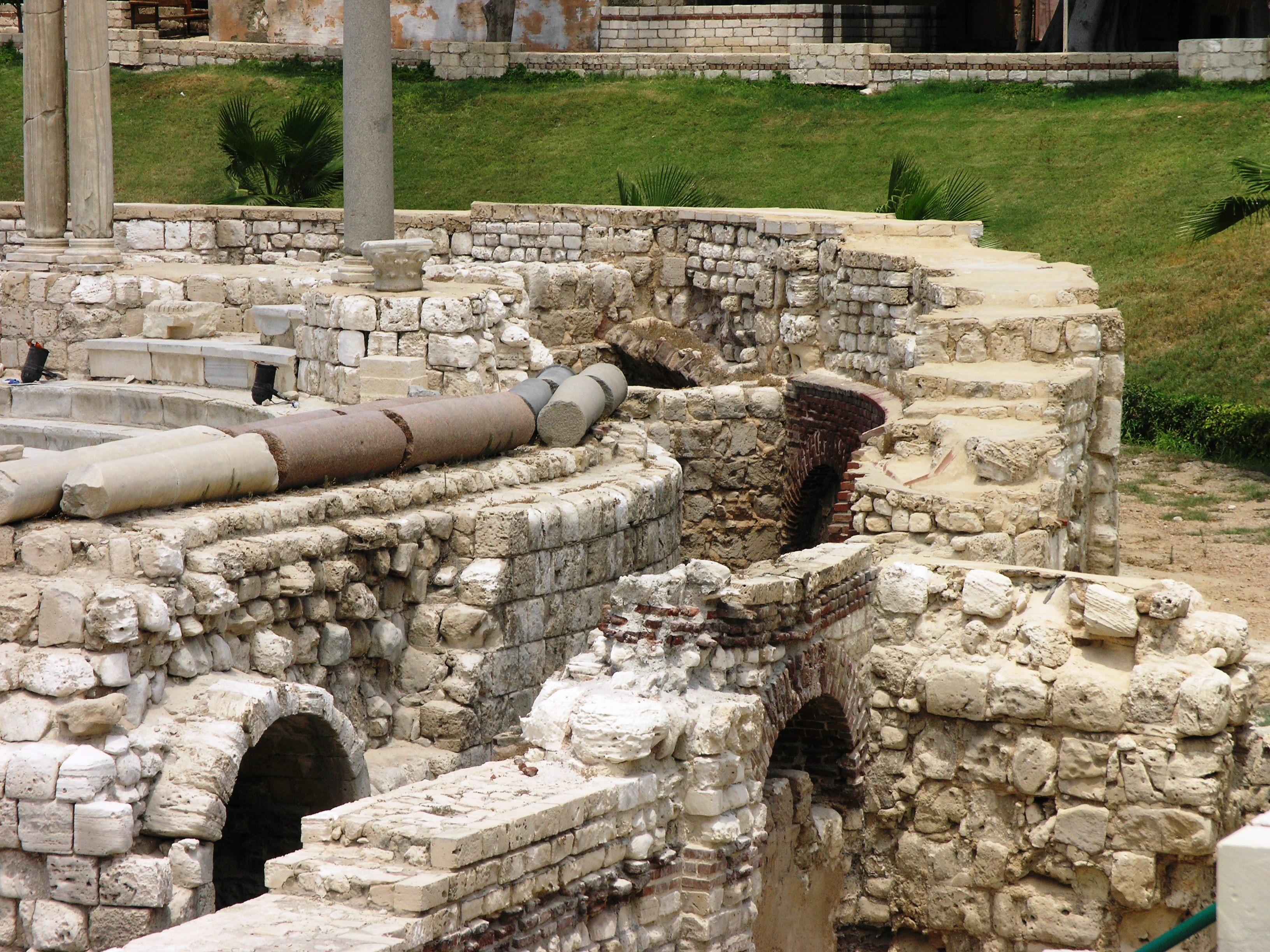
Римский амфитеатр

В Риме Пётр II нашёл поддержку у папы Дамасия I, но смог вернуться в Александрию лишь после смерти в 378 году покровителя ариан Валента II и изгнания народом в 379 году Лукия. В 379 году императором стал Феодосий I Великий, защитник учения Афанасия, при котором Константинопольский собор 381 года вновь осудил арианство. Однако этот же собор уравнял кафедры Рима и Константинополя, сместив Александрийскую кафедру на третье место, хотя до этого Александрийская церковь, как более древняя и притом апостольского происхождения, считалась первой по значению на всём христианском Востоке.
В 391 году из-за острого конфликта между язычниками и христианами в Александрии вспыхнули массовые волнения. Всё началось с того, что в 391 году патриарх Феофил Александрийский получил от императора Феодосия I разрешение на преобразование заброшенного храма Диониса в церковь. Во время переделки здания христиане обнаружили в храме адиты, скрытые статуи, которые были выставлены на всеобщее обозрение, включая фаллосы (ритуальные символы Диониса) и все другие предметы, спрятанные в адите. Язычники не перенесли такого оскорбления, сговорившись они напали на христиан, когда те смотрели на выставленные адиты, убив многих из них, христиане же в ответ дали отпор и загнали язычников в самый грандиозный языческий храм города Серапеум, который язычники превратили в свою крепость. Они привели сюда многих пленённых ими христиан, подвергли их пыткам и заставляли принести жертвы Серапису, отказывающихся подчиниться предавали смерти каким-нибудь жестоким способом. После того как язычники заперлись в храме, к ним пришли правители города и римские военачальники, которые требовали их немедленно сдастся, но те отказались, тогда правителями города было решено обратиться к императору. Император Феодосий предложил бунтовщикам помилование, но в обмен, те должны были сдать храм властям, кроме того по указу императора, все храмы посвящённые Серапису предписано было разрушить. Серапеумы в Александрии и Канобе (современный восточный пригород Абукир) были в итоге разрушены. На развалинах Серапеума в Александрии Феофил велел возвести монастырь и церковь Иоанна Предтечи, а на острове Фарос — церковь Архангела Рафаила.

## Византийский период (IV—VII века)

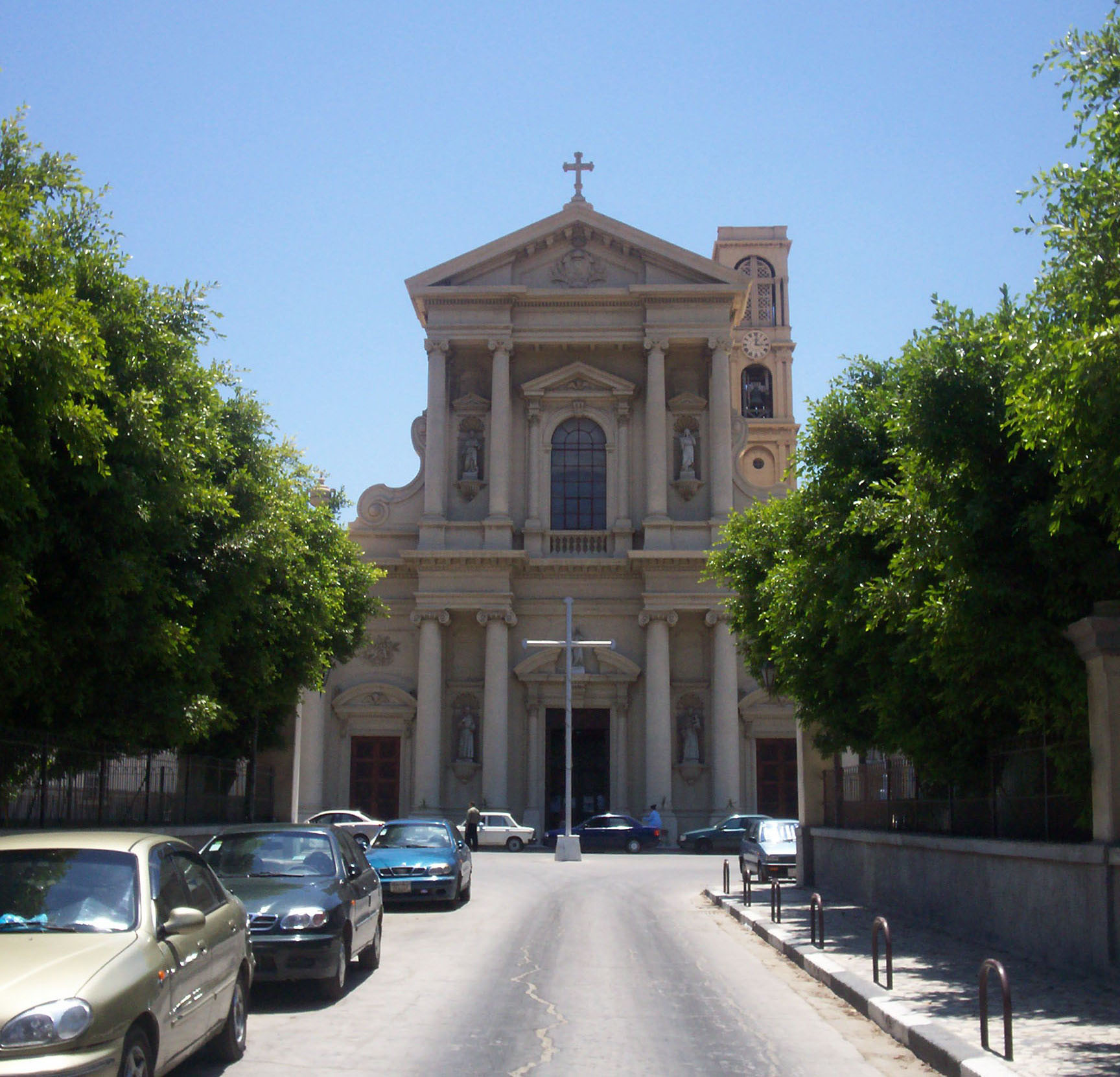
Церковь Святой Катерины

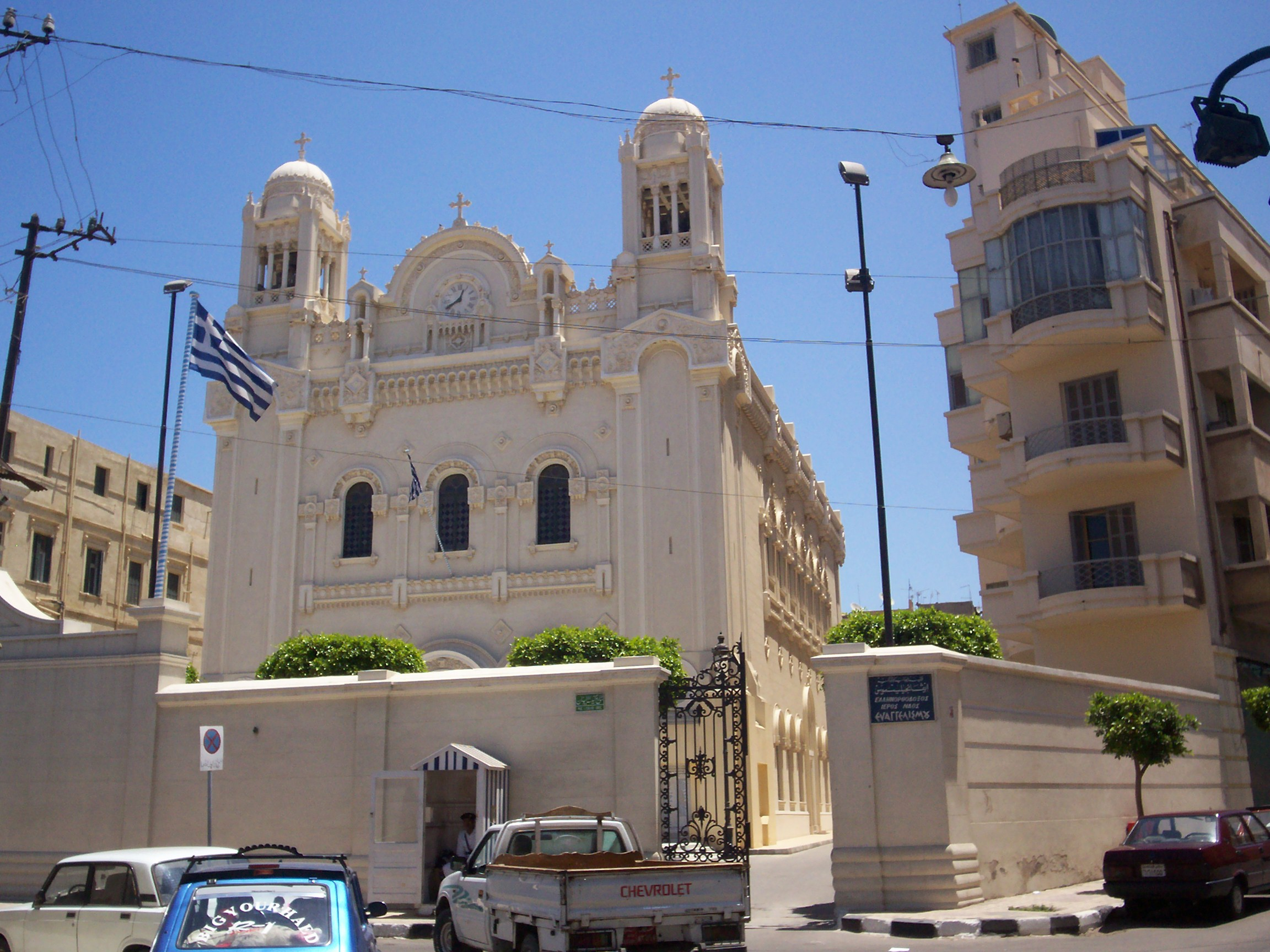
Церковь Благовещения Пресвятой Богородицы

Старинные цистерны

В 395 году, после смерти Феодосия I, Римская империя окончательно была разделена между его сыновьями Аркадием и Гонорием на западную и восточную части, и Египет отошёл Византии. К началу византийского периода еврейское население Александрии вновь заметно возросло, но тогда же продолжались конфликты между христианскими жителями города, евреями и язычниками.
В 412 году епископом Александрии стал Кирилл, который первым делом на своём посту закрыл церкви раскольников-новациан, эти действия сразу же вызвали конфликт со светскими властями города во главе с Орестом, который выступил на стороне новациан. Напряжённость между сторонами возросла, когда в 415 году Орест издал эдикт, в котором были изложены новые правила, касающиеся мимических представлений и танцевальных выставок в городе, которые привлекали большие толпы и обычно заканчивались гражданскими беспорядками различной степени. Вскоре после того, как указ был вывешен в городском театре, толпы людей собрались, чтобы узнать содержание. Кирилл послал грамматика Иеракса, учителя детских наук, узнать, что написано в эдикте. Иеракс зачитав эдикт вслух, публично восхвалил и возрадовался новым правилам, однако его появление и заявления не понравились иудеям, которые заявили, что он пытается поднять народ на бунт против римских властей. Орест недолюбливая епископа и желая продемонстрировать свою силу, приказал схватить Иеракса, после чего его публично замучили до смерти в театре. У этого поступка было две цели: одна — усмирить в зародыше возможное восстание, другая — показать власть Ореста над Кириллом.
Сократ Схоластик рассказывает, что, услышав о суровой и публичной казни Иеракса, Кирилл был в негодовании от произошедшего. Он встретился с представителями еврейской общины и пригрозил, что примет суровые меры против них «со всей строгостью», если они немедленно не прекратят строить свои козни, интриги и притеснения против христианской общины Александрии. В ответ на требования Кирилла александрийские евреи пришли в ещё большую ярость и в конце концов прибегли к насилию против христиан. Евреи замыслили проучить христиан ночью, они послали некоторых своих людей кричать по всем концам города, будто горит церковь, а потом, когда на зов сбегались перепуганные христиане, они их убивали.
Согласно Сократу Схоластику, в 414 году, после резни, устроенной евреями против христиан, Кирилл закрыл все синагоги в Александрии, конфисковал всё имущество, принадлежащее евреям, и изгнал ряд евреев из города, после чего Орест и Кирилл написали друг на друга жалобы императору. Однако Кирилл всё же решил попытаться примириться с Орестом и сделал несколько попыток связаться с Орестом по этому поводу, включая попытку посредничества, когда и это не удалось, он лично пришёл к префекту «… взял и держал перед ним книгу Евангелие, думая хотя бы этим пристыдить его…», но Орест оказался равнодушным ко всем этим жестам. В итоге, для помощи Кириллу в Александрию прибыли монахи из Нитрийской пустыни. Конфликт обострился, и вспыхнул бунт, в котором парабаланы, отшельники из египетской пустыни, чуть не убили Ореста обвинив его в том, что он тайный язычник. Орест отверг обвинения, сказав, что он был крещён архиепископом Константинопольским. Монахи не поверили ему и один из них по имени Аммоний в ответ бросил камень в Ореста, попав ему в голову. В наказание Орест приказал схватить Аммония, его публично пытали до самой смерти. Кирилл представил события с противоположной стороны, и при похоронах Аммония он назвал его Фавмасием, что указывало на мученическую кончину, но христиане в Александрии были возмущены этим, так как Аммоний был убит за подстрекательство к мятежу и попытку убить префекта, а не за его веру. Видные Александрийские христиане вмешались и вынудили Кирилла оставить это дело. В итоге Кирилл предал память Аммония забвению. Тем не менее, вражда между Кириллом и Орестом только разгоралась.
Орест, римский префект Александрии, был близким другом известной женщины философа Гипатии, которая была главой Александрийской школы неоплатонизма. Орест активно пользовался её советами и авторитетом. Современные историки полагают, что Орест развивал свои отношения с Гипатией, чтобы укрепить связь с языческой общиной Александрии, неформальной главой, которых была Гипатия, как он это делал с еврейской общиной, чтобы лучше управлять бурной политической жизнью египетской столицы. Это сыграло трагическую роль, поскольку ввиду предыдущих событий и озлобленности населения, в городе среди черни стали распространяться слухи обвинявшие её в чародействе, будто бы она околдовывает Ореста и направляет его политику. Это привело драмматической развязке 415 году, когда на Гипатию напала разъярённая толпа и убила её, Гипатия была стержнем, скреплявшим оппозицию Ореста против Кирилла, и без неё муниципальная оппозиция быстро развалилась, а Орест отошёл от активной политики. Хотя никаких конкретных доказательств, связывающих Кирилла с убийством Гипатии, так и не было обнаружено ни расследованием устроенного римскими властями, ни современными учёнымми, среди части современных авторов обвинения в адрес Кирилла всё же встречаются.
Два десятилетия после Эфесского собора (431 год), на котором Кирилл осудил несторианство Антиохийской богословской школы, были периодом доминирования Александрии на христианском Востоке, пока Халкидонский собор (451 год) не осудил учения монофизитов и несториан, окончательно утвердив верховенство кафедры епископа Константинополя на Востоке. На этом же соборе под давлением византийского императора Маркиана, его жены Пульхерии и римского папы Льва I александрийский патриарх Диоскор был осуждён за поддержку ереси Евтихия и сослан в Малую Азию, где и умер в 464 году.
Большая часть верующих Египта поддержала популярного в народе Диоскора, что в свою очередь заложило основу для формирования Коптской церкви. Меньшая часть, преимущественно греки, осталась верна православному учению византийского обряда и стала основой Мелькитской церкви. После изгнания из города Диоскора патриархом Александрии (с 451 года за александрийскими епископами утвердился титул патриарха) был назначен ставленник Маркиана и ученик Кирилла Протерий, но последователи опального Диоскора восстали против него и даже истребили византийских солдат, посланных для усмирения волнений. Вскоре Маркиан жестоко подавил мятеж монофизитов и лишил жителей Александрии ряда привилегий, в том числе права льготного ввоза хлеба.
Во второй половине V века Александрия стала мировым центром монофизитского учения, сформировавшегося в среде радикальных последователей Кирилла Александрийского, а египетские монофизиты обособились от православной митрополии. Они, в отличие от православных, признавали наличие только одной, божественной природы Христа, и отвергали его человеческую природу. Несмотря на своё название, Коптская православная церковь, будучи одной из исторических преемниц Александрийской церкви, не приняла решений Халкидонского собора и вступила в противостояние с православной церковью византийского обряда.
После смерти императора Маркиана александрийские монофизиты, воспользовавшись отсутствием в городе византийского наместника, в марте 457 года убили патриарха Протерия и провозгласили новым патриархом монаха Тимофея. С этого времени конфликт коптов с Византией ещё более усилил церковный раскол, что привело к созданию в Александрийской церкви двух параллельных иерархий — греческой (мелькитской), которую поддерживали преимущественно жители городов, и альтернативной ей монофизитской (коптской), опиравшейся на сельское население Египта. Константинопольские патриархи активно боролись против коптской литургии (так называемой «литургии апостола Марка») и коптского обряда как такового, пытаясь добиться унификации богослужения на Востоке под византийские стандарты, но, несмотря на это, вскоре коптский язык повсеместно стал вытеснять из богослужения греческий.
Патриарший престол Александрийской церкви постоянно оспаривался мелькитскими и коптскими кандидатами (хотя до 536 года на нём преобладали коптские патриархи монофизитской ориентации). В 460 году император Лев I Макелла изгнал патриарха Тимофея II из Александрии, но тот в 475 году вернулся в город и низложил прежнего православного патриарха Тимофея III, однако вскоре умер (477 год). На кафедру вновь взошёл Тимофей III, после смерти которого (482 год) патриархом Александрии стал его преемник Иоанн I Талайя, в то время как монофизиты назвали патриархом Петра III Монга, находившегося в ссылке. Однако константинопольский патриарх Акакий поддержал именно монофизитов и вынудил Иоанна I бежать в Рим под защиту папы Феликса III.
В 509 году в Александрии произошли массовые столкновения между сторонниками монофизитского патриарха Иоанна III Никиота и войсками гарнизона, в ходе которых даже сгорела резиденция патриарха. Византийские императоры Флавий Зенон и Анастасий I придерживались монофизитского учения, но воцарение Юстина I (518 год) ознаменовалось поворотом к строгому православию и сближением Константинополя с Римом, после чего многие византийские монофизиты бежали в Александрию под крыло тамошних патриархов.
Очередное обострение религиозных отношений между монофизитами и православными произошло в 535 году, когда одновременно освободились престолы константинопольского и александрийского патриархатов. Последовавшая за этим череда назначений и смещений привела к тому, что когда в 536 году александрийский патриарх Феодосий I был смешен, а на его место при поддержке константинопольского патриарха Мина поставили Павла Тавеннисиота (первого последователя Халкидонского собора после 482 года), это не было признано египетскими монофизитами и привело к очередному расколу и появлению отдельной линии коптских патриархов. Эти церковные события сопровождались ожесточёнными столкновениями на улицах Александрии, в которых принимали участие не только верующие, но и византийские войска под командованием знаменитого полководца Нарсеса, вернувшиеся с очередной войны с Персией (после одного из таких столкновений в городе вспыхнул грандиозный по размеру пожар).
Всё это привело к ужесточению имперской политики в отношении Египта, который имел ключевое значение в поставках хлеба на рынки Византии. Теперь александрийские патриархи назначались из Константинополя, а в обязанности префекта входил личный контроль над отправкой караванов судов с зерном. Со времён императора Юстиниана I, жена которого Феодора симпатизировала монофизитам, и вплоть до арабского завоевания Египта коптские патриархи, спасаясь от преследований, имели своей резиденцией монастырь Святого Макария в горной части страны. В 540 году Павел Тавеннисиот был смещён, а новым патриархом избрали монаха Зоила. С 541 года египетская политика Константинополя, занятого изнурительными войнами с персами и остготами, несколько смягчилась, а местная администрация провинции стала в большей мере формироваться из числа египтян.
В византийский период в Александрии процветали разнообразные ремёсла, прежде всего изготовление текстильных и ювелирных изделий, порфировой скульптуры и колонн, резьба по мрамору, дереву и слоновой кости, переписывание книг и иллюстрирование рукописей. Многие произведённые в городе товары поставлялись на рынки других стран, особенно изделия из камня. Также во время византийского владычества вследствие перестройки крепостных стен площадь города несколько сократилась, и не стало восточных кварталов.
В 540—541 годах в Египте вспыхнула эпидемия чумы, вскоре перекинувшаяся на остальные части Византии, а в 551 году Юстиниан I низложил александрийского патриарха Зоила. К началу VII века из шести миллионов египетских христиан православные составляли всего около 5 %, а остальные причисляли себя к коптам. В 615 году персидский царь Хосров II Парвиз после долгой осады хитростью взял Александрию и захватил огромные богатства (по стечению обстоятельств сильный ветер подхватил и пригнал к лагерю персов византийские корабли, гружённые сокровищами жрецов и египетской знати). Губернатор Египта Никита (двоюродный брат византийского императора Ираклия I) вместе с патриархом Иоанном V были вынуждены бежать на Кипр, а затем в Константинополь.
В 629 году византийцы смогли вернуть себе власть над Египтом, и после потери Антиохии и Иерусалима (638 год) даже пытались укрепить его границы, но уже в 640 году в страну вторглись мусульмане, нашедшие поддержку у притесняемых властями коптов и евреев. В 633 году александрийский патриарх Кир, стремившийся в связи с угрозой арабского завоевания заручиться поддержкой населения, заключил унию с коптами и вскоре был назначен префектом Египта, однако церковный собор 649 года осудил унию с монофизитами.

## Арабский период (VII—XII века)

Мечеть Эль-Мурси Абуль-Аббаса, посвящённая святому XIII века

В ноябре 641 года после 14-месячной осады византийцы сдали Александрию арабам, которые позволили 40 тыс. евреям остаться в городе. Греческий патриарх Александрии Пётр IV был вынужден c остатками армии бежать в Константинополь, после чего Александрийская церковь окончательно пришла в упадок и находилась в сильной зависимости от властей Византии. В том же году арабы основали в дельте Нила новую столицу Египта — город Фустат (Эль-Фустат), позже ставший районом Каира. В 645 году византийцы атакой с моря вернули себе Александрию, но в 646 году их армия была разбита арабами.
В 654 году византийский император Констант II в последний раз послал флот для отвоевания Египта, но он был вновь разбит арабами. С середины VII века вследствие бегства большей части греческого населения внешняя торговля Александрии стала постепенно угасать. Притеснявшаяся византийцами, Коптская церковь Египта при арабском правлении долгое время пользовалась относительной свободой, в то время как оставшиеся в стране православные подвергались преследованиям со стороны мусульманских властей, рассматривавших греков как потенциальных политических сторонников Византии.
Несмотря на демографический и культурный упадок, начавшийся в период халифата, на протяжении средних веков довольно крупная еврейская община Александрии была хорошо организована, имела своих значительных раввинов и учёных. Возглавлявший общину нагид решал гражданские, хозяйственные и уголовные споры, отвечал за сбор налогов с евреев и назначал раввинов. При арабах в Александрии поселилось немало иудеев из Сирии и Ирака, евреи активно участвовали в международной торговле (в том числе с Аравией, Персией и Индией), а некоторые из них даже занимали государственные должности.
В VIII—IX веках еврейская община Александрии вновь процветала, а мусульманские правители даже предоставляли евреям возможность совершать паломничество в Иерусалим. В 706 году арабский язык становится официальным языком Египта, в 725 году египетские копты поднимают восстание против мусульман, подавленное последними лишь в 733 году. В 727 году в противовес непокорным коптам и при поддержке византийского императора Льва III Исавра, активно боровшегося с арабами, на дотоле пустовавший православный Александрийский престол был избран деятельный патриарх Косма I.
В 731 году халиф позволил египетским православным восстановить пост александрийского патриарха, а Косма I даже сумел добиться возвращения грекам многих церквей, захваченных коптами после ухода византийцев. В 796 году Александрия, включая её знаменитый маяк, в очередной раз сильно пострадала от мощного землетрясения. В 828 году венецианские купцы, прибывшие в Александрию и узнавшие о том, что мусульмане начали разрушать христианские храмы для возведения мечетей, похитили хранившиеся в городе мощи высокопочитаемого апостола Марка и втайне перевезли их в Венецию.
В 868 году власть над Египтом переходит в руки членов тюркской династии Тулунидов, но в 905—935 годах страна вновь оказалась под прямым правлением аббасидских халифов Багдада. В 914 году в Египет из Туниса вторглась армия Фатимидов и заняла Александрию, но вскоре она была разбита подошедшими войсками Аббасидского халифа. В 919 году Убейдаллах вновь вторгся в Египет и захватил Александрию, но флот Фатимидов был потоплен у Рашида, а сухопутные силы в конце 920 года вытеснены войсками Аббасидов.
Весной 969 года фатимидская армия при поддержке притесняемых властями египетских шиитов всё же захватила Египет, где с 935 года правила тюркская династия Ихшидов. Фатимиды сделали своей столицей Каир, расположенный по соседству с бывшей египетской резиденцией халифов Фустатом. Основу административного аппарата Фатимидов составляли более образованные копты и евреи, многие из которых были выходцами из Александрии. К концу X века евреи считались самыми влиятельными купцами и ростовщиками как Александрии, так и всего Египта. Они держали в своих руках торговлю с Аравией и Индией, и даже кредитовали фатимидских халифов и визирей.
Однако с 1012 года халиф Аль-Хаким стал преследовать евреев и христиан, многие из них были вынуждены покинуть Александрию. После Первого крестового похода (конец XI века) в городе осело немало палестинских евреев. К XII веку александрийская гавань и каналы, связывавшие город с Нилом, обмелели и заполнились илом, после чего порт пришёл в упадок, что нанесло сильный удар по экономике и благосостоянию города. Также к началу XII века везде в коптском обряде, кроме коптских монастырей, демонстративно игнорировавших Константинополь, служились литургии, близкие к византийскому обряду.

## Период Айюбидов и Мамлюков (XII—XVI века)

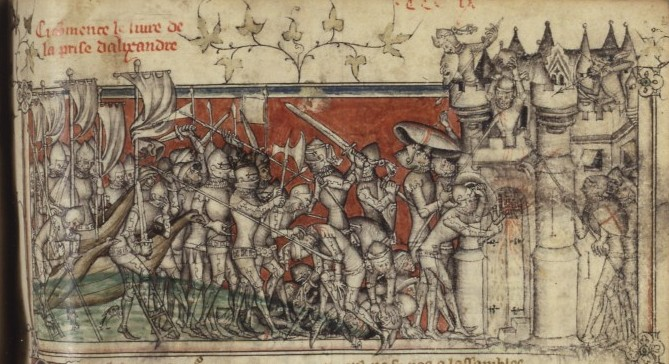
Захват Александрии крестоносцами в 1365 году

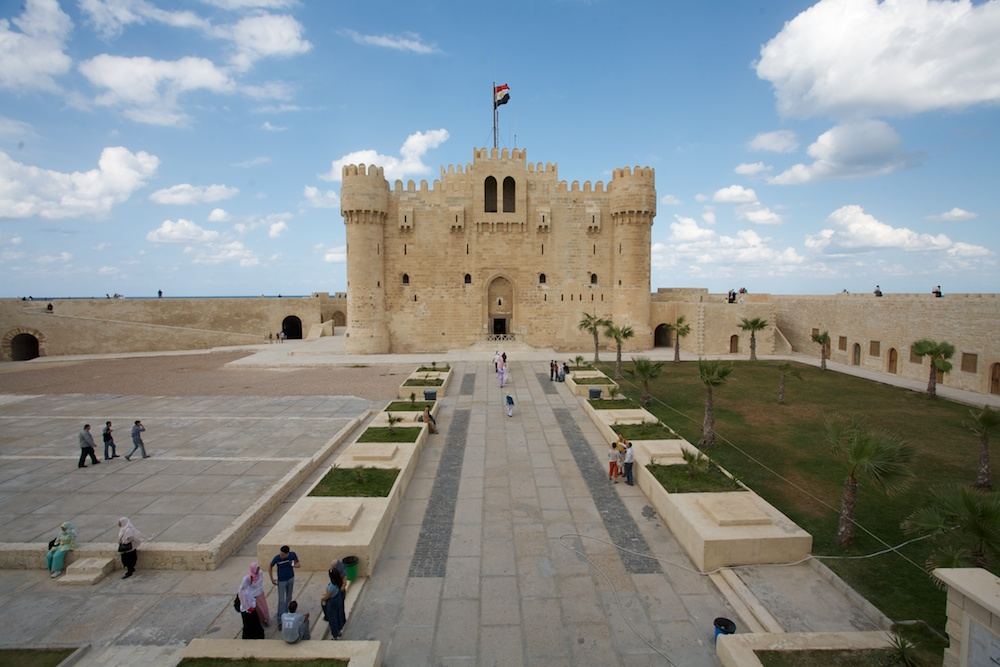
Крепость Кайт-Бей

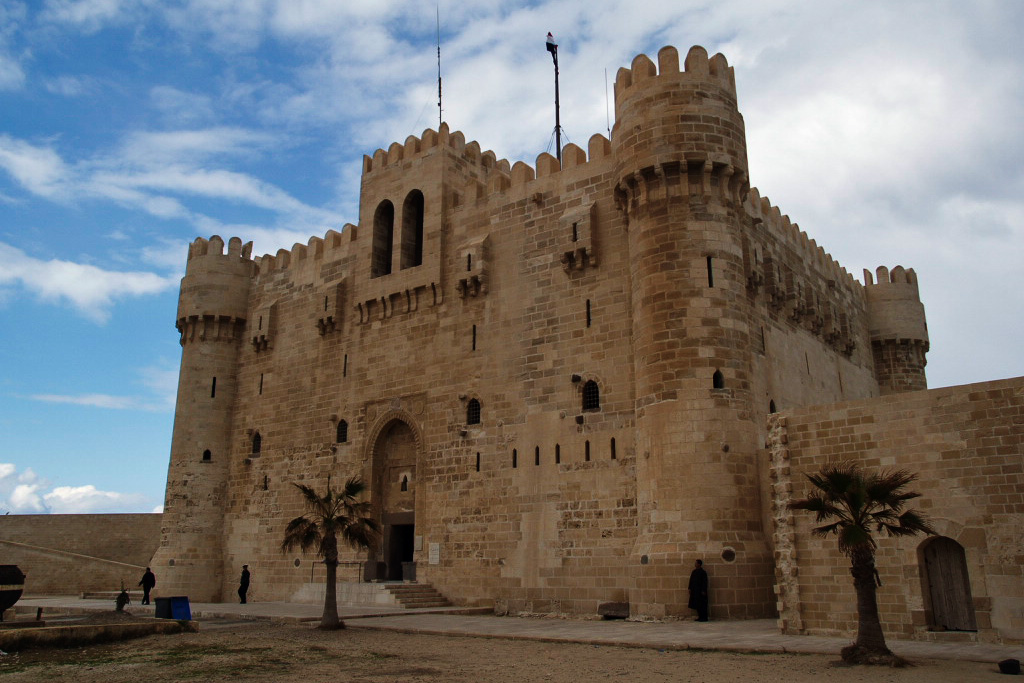
Крепость Кайт-Бей

В 1171 году выдающийся мусульманский полководец Салах ад-Дин, происходивший из иракских курдов, низложил последнего халифа из династии Фатимидов, провозгласил себя новым султаном и признал духовным главой суннитского халифа Багдада из династии Аббасидов. Династия Айюбидов, основателем которой был Салах ад-Дин, опиралась на расквартированные в Египте тюркские войска и жестоко преследовала местных шиитов. Во второй половине XII века в Александрии проживало всего около трёх тысяч евреев, но некоторые из них занимали важные посты при дворе Салах ад-Дина. При нём в городе разрешалось селиться еврейским беженцам из Европы, подвергавшимся гонениям со стороны христиан. Также в конце XII — начале XIII века в Александрии насчитывалось более сорока христианских храмов, принадлежавших как коптам, так и православным. К этому времени также датируется первая дошедшая до нас информация о уничтожении Александрийской библиотеки арабами в ходе завоевания ими Египта в VII веке, которую оставил египетский мусульманский историк Ибн аль-Кифти в XII веке.
В 1201 году в результате мощного землетрясения, произошедшего в восточном Средиземноморье, в Египте и Сирии погибло более 1 млн человек. В начале XIII века численность православного населения Александрии составляла около 100 тыс. человек, а александрийские патриархи установили во время крестовых походов тесные связи с Римом. Несмотря на это, вторгшиеся в Египет в 1219 году крестоносцы Пятого крестового похода выбрали латинского патриарха — Афанасия Клермонского. Однако ни он, ни его преемники так и не смогли получить реальную власть в городе, занимая свой пост формально (окончательно латинский патриархат Александрии был упразднён только при папе римском Иоанне XXIII во второй половине XX века).
В 1250 году мамлюки убили последнего султана из династии Айюбидов и захватили власть в Египте. В правление мамлюков население Александрии, как и число местных евреев и греков, продолжало сокращаться, а экономика страны пришла в полный упадок. Мамлюки, особенно после крестовых походов, притесняли христиан и иудеев, в 1301 году они даже обязали христиан носить синие тюрбаны, евреев — жёлтые, а самаритян — красные.
В 1347 году эпидемия чумы нанесла сильнейший урон населению и экономике всего Египта. В 1365 году флот Кипрского королевства крестоносцев захватил и разграбил Александрию. В XIV веку арабы отстроили часть Александрийского маяка, но в конце XV века султан Кайт-бей воздвиг на его месте крепость. В XIV—XV веках в городе поселилось немало еврейских беженцев из Испании, включая купцов, ремесленников, раввинов и учёных. В 1439 году александрийский патриарх Филофей I присоединился к Флорентийской унии, признав наряду с остальными восточными патриархами нововведения Рима каноническими, но вскоре уния Восточной (православной) и Латинской (католической) церквей была отвергнута.

## Османский период (XVI—XX века)

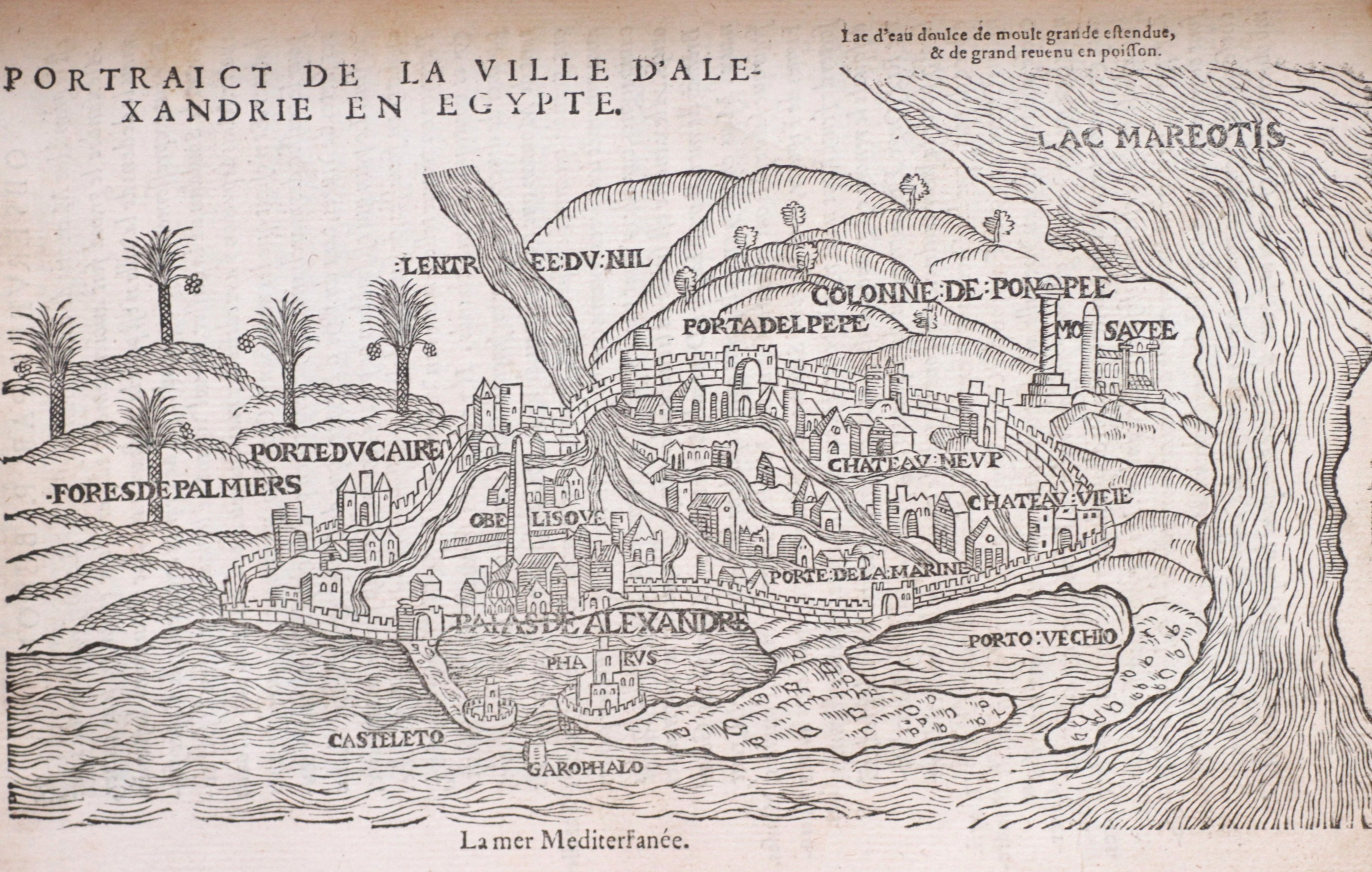
Карта Александрии середины XVI века

В 1517 году Египет захватил османский султан Селим I, разбивший войска мамлюков. Турки сняли с евреев ограничения, наложенные на них при мамлюках, и разрешили им свободное отправление религиозных обрядов. Вскоре евреи заняли ключевые позиции в финансовой администрации страны, а в Александрию вновь потянулись беженцы-сефарды из Испании и Португалии. В монофизитском богослужении арабский язык стал повсеместно вытеснять коптский, но в целом коптское богослужение приблизилось к византийскому, хотя и испытало некоторое влияние сирийского, иудейского и мусульманского обрядов.

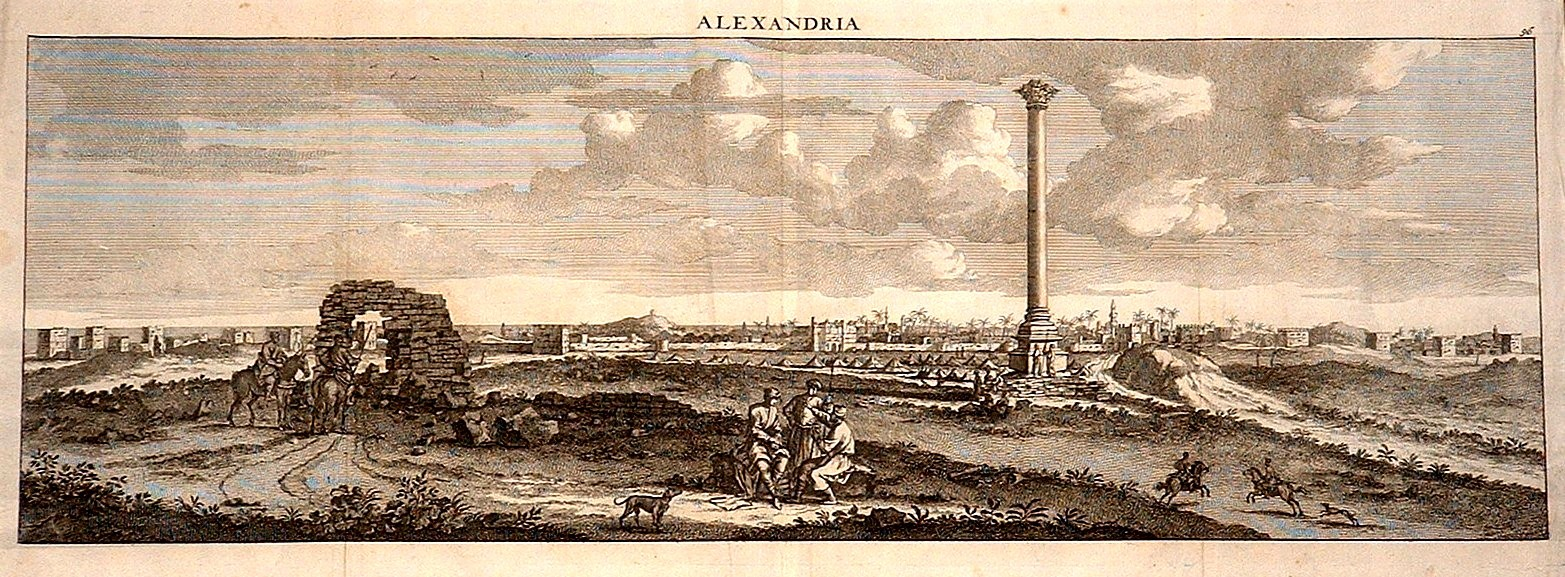
Александрия XVII века

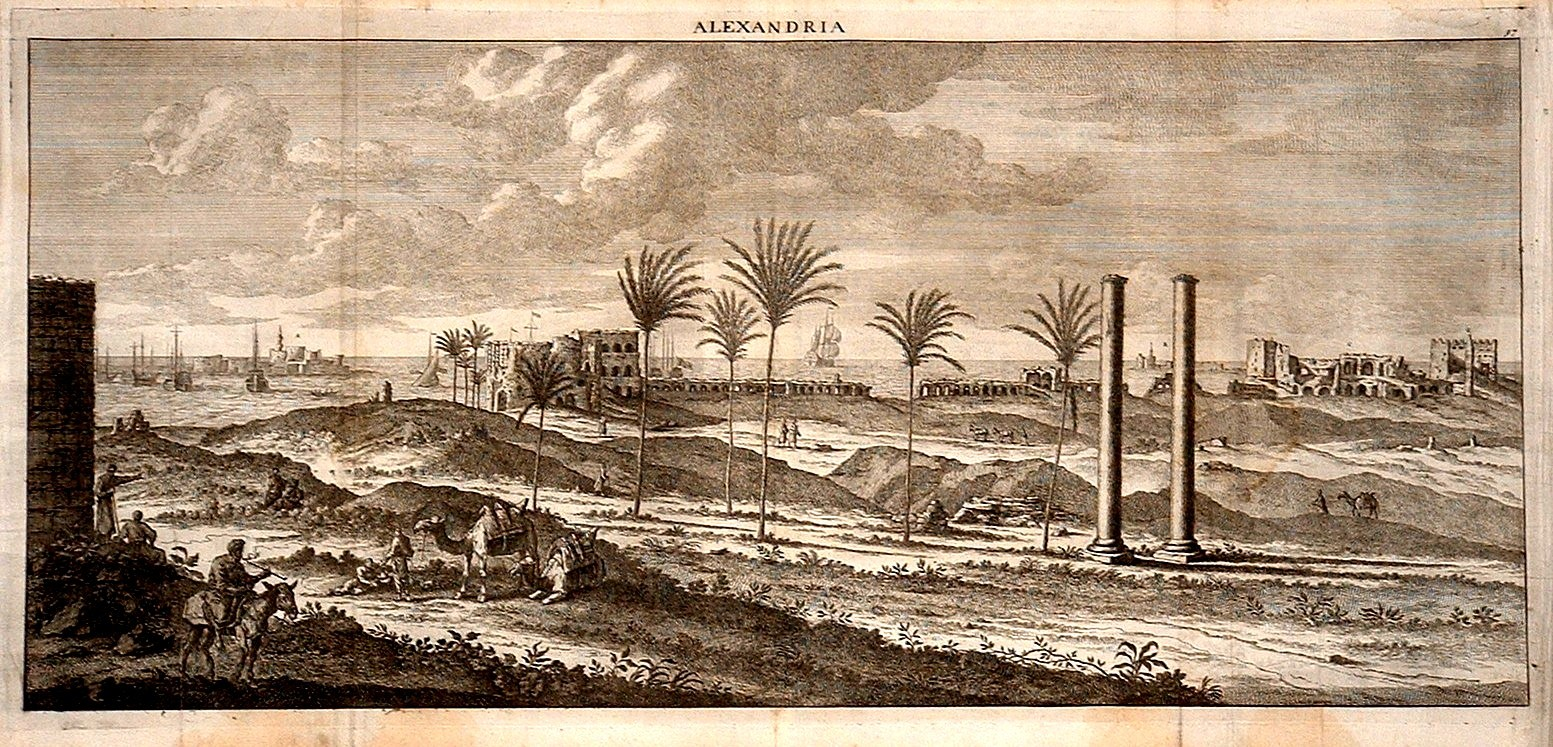
Александрия XVII века

Резиденция александрийского православного патриарха была перенесена в Константинополь (Стамбул), что способствовало окончательному закреплению византийской литургии в богослужении Александрийской церкви. Патриарх Иоаким I Афинянин добился у турецких властей гарантий патриарших привилегий, но египетские православные приходы находились в тяжёлом финансовом положении и выживали только благодаря помощи других восточных патриархов и православных государств, прежде всего России. После тяжёлого поражения турецкого флота в битве при Лепанто от объединённых сил Священной лиги (1571 год) по Египту прокатилась волна христианских погромов.

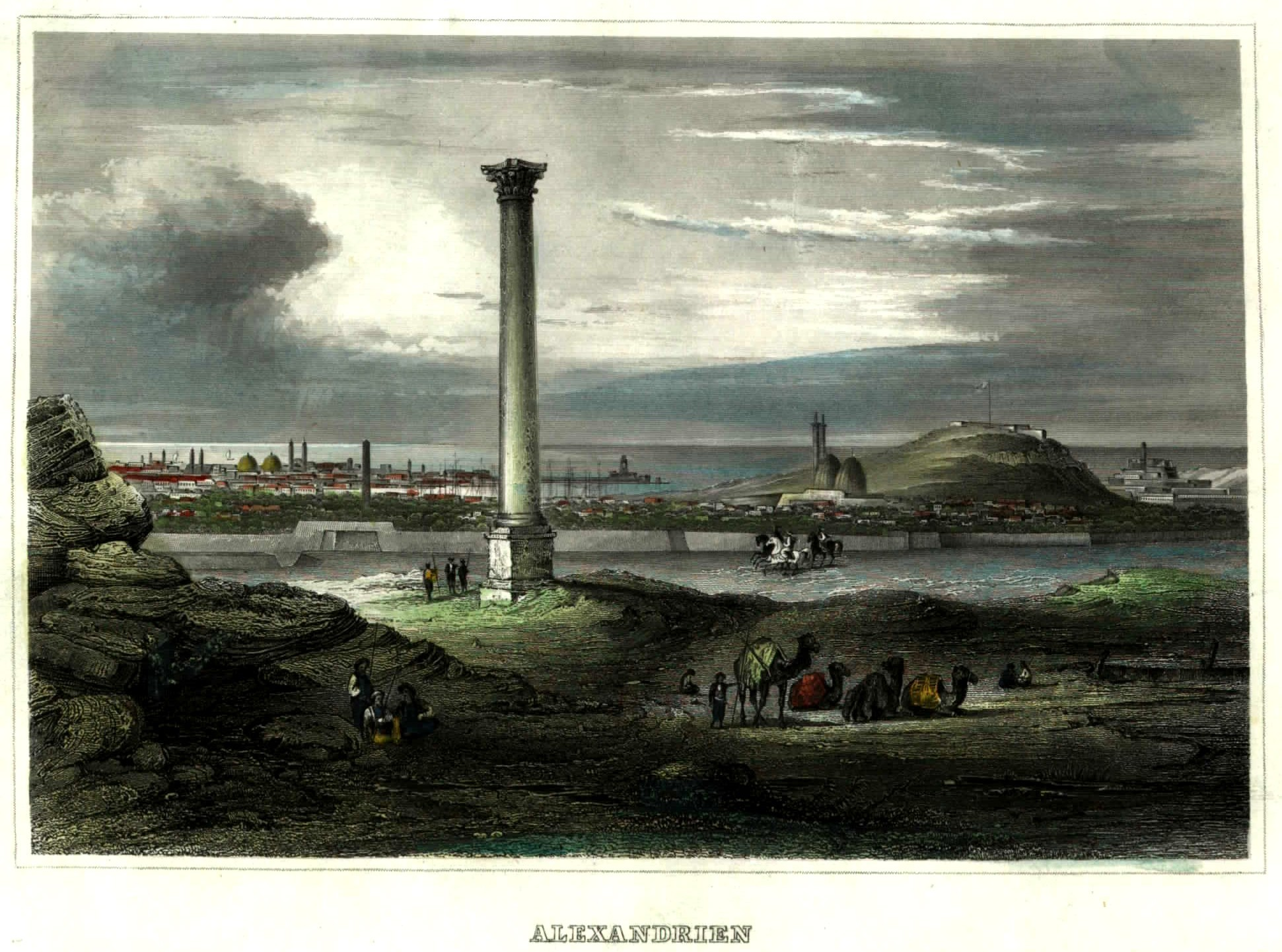
Александрия середины XIX века

В 1602 году чума заставила бежать из Александрии большинство жителей. В середине XVII века в городе осела волна еврейских беженцев с Украины. В 1700 году переселившиеся в Александрию евреи-рыбаки из соседнего города Рашид (Розетта) образовали новый еврейский квартал у морского побережья; во второй половине XVIII века в нём поселились новые группы рыбаков и моряков, но вскоре квартал был разрушен мощным землетрясением. Довольно зажиточные итальянские евреи, особенно из Ливорно, чьи предки были, в основном, сефардами, стали массово прибывать в Александрию в XVIII—XIX веках.
В 1710 году ушедший на покой александрийский патриарх Герасим II оставил своим преемником ливийского митрополита Самуила, но константинопольский патриарх Киприан I в 1712 году утвердил на Александрийскую кафедру Косму II, которого поддержали турецкие власти. Весной 1714 года Косма, сам избранный константинопольским патриархом под именем Косьмы III, возвратил на александрийский престол Самуила, а затем в 1723—1736 годах повторно занимал пост патриарха Александрии.

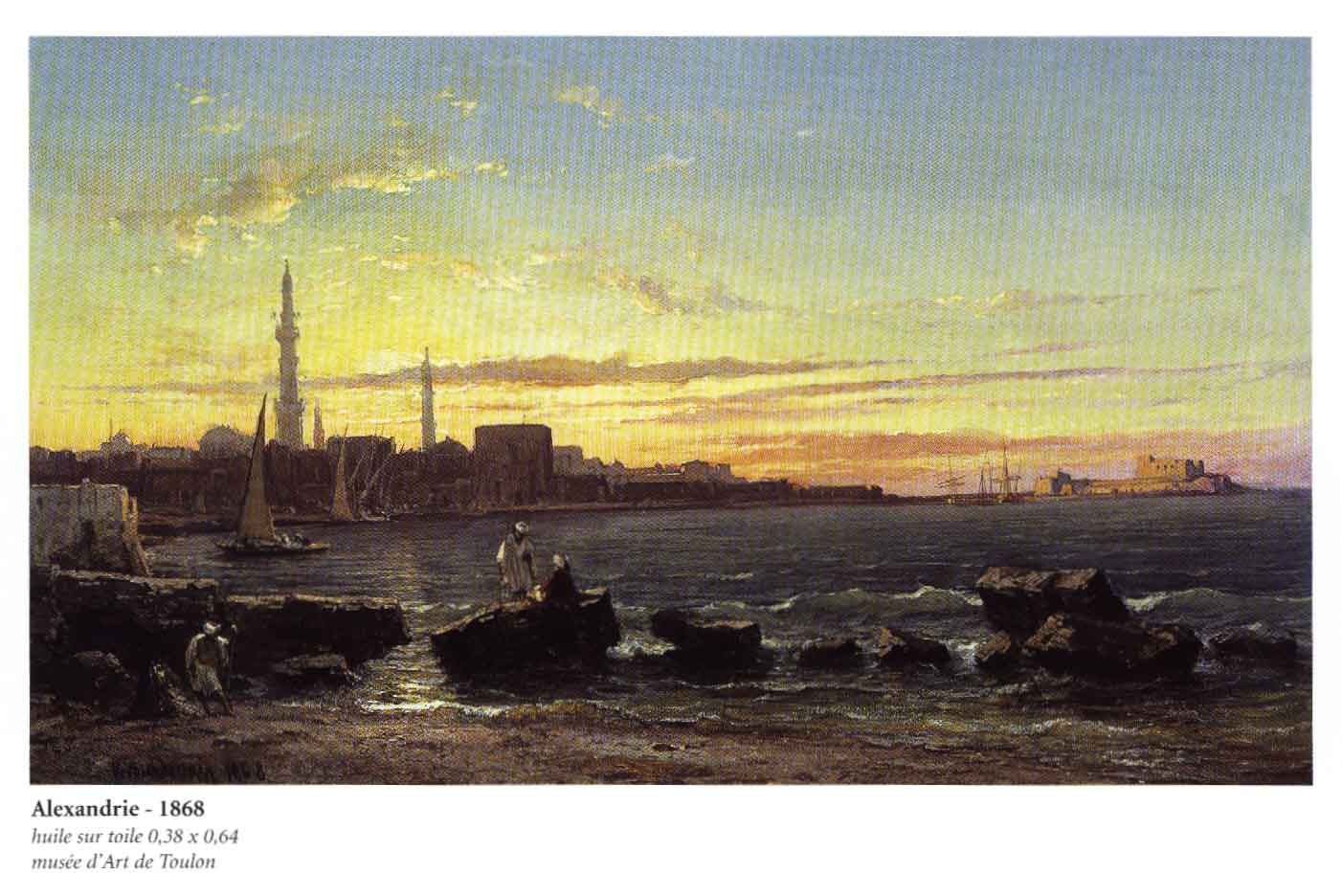
Александрийский порт середины XIX века

В 1741 году часть коптов под предводительством иерусалимского патриарха Анастасия заключили унию с Римом и образовали Коптскую католическую церковь, использовавшую, однако, в своём богослужении коптский обряд. Вскоре Анастасий вернулся в православие, но, несмотря на это, линия коптских апостольских викариев была продолжена. В 1746 году, несмотря на неприятие со стороны константинопольского патриарха Паисия II, Александрийскую православную кафедру возглавил Матфей Псалт. Он противостоял папской пропаганде и пытался объединиться с Эфиопской православной церковью, но в 1766 году под давлением египетских властей был вынужден уйти на покой. В 1780 году при патриархе Киприане древнейший в мире христианский монастырь Святой Екатерины прекратил получать средства от Александрийского патриархата, что привело к обострению и так непростых отношений Синайской православной церкви с Александрией.

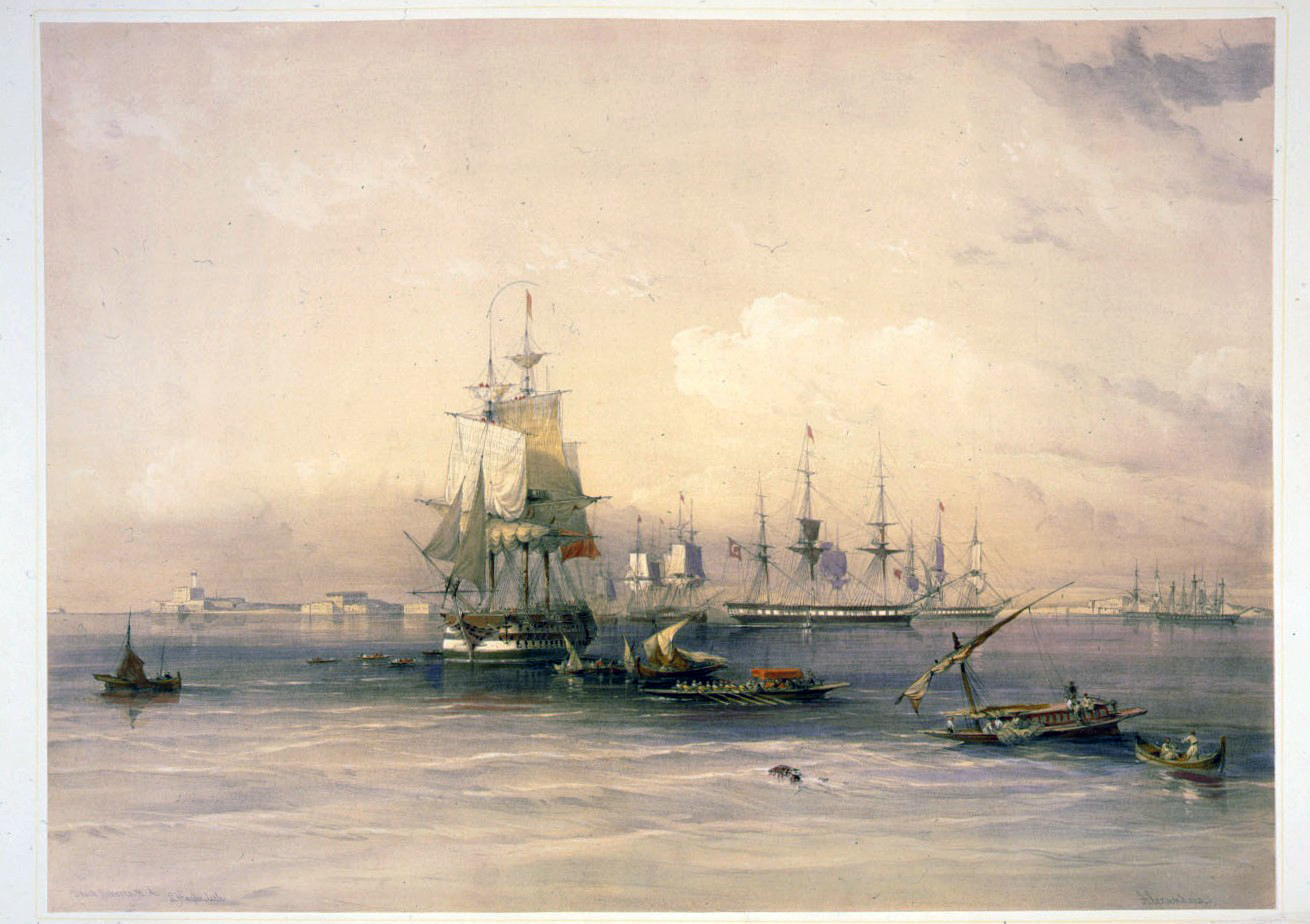
Александрийский порт середины XIX века

Вход Бонапарта в Александрию, холст, масло, 1800 год, Версаль

В июне 1798 года французская армия под командованием Наполеона Бонапарта высадилась в районе Александрии, вскоре захватила город, разбила мамлюков и оккупировала значительную часть Египта (в конце XVIII века в некогда цветущей Александрии проживало лишь около 6 тыс. человек). В августе 1798 года в заливе Абукир британский флот под командованием адмирала Нельсона разгромил французскую эскадру. В июле 1799 года в том же заливе Абукир войска Бонапарта разбили турецкую армию, прибывшую в Египет на британских судах (турки потеряли 2 тыс. убитыми, 11 тыс. утонувшими и 5 тыс. пленными). В марте 1801 года англо-турецкие войска вновь высадились при Абукире, разбили французскую армию при Александрии и осадили город. В августе 1801 года французы сдали Александрию и эвакуировались через порт Эль-Ариш, а британцы конфисковали у них большое число древнеегипетских артефактов.

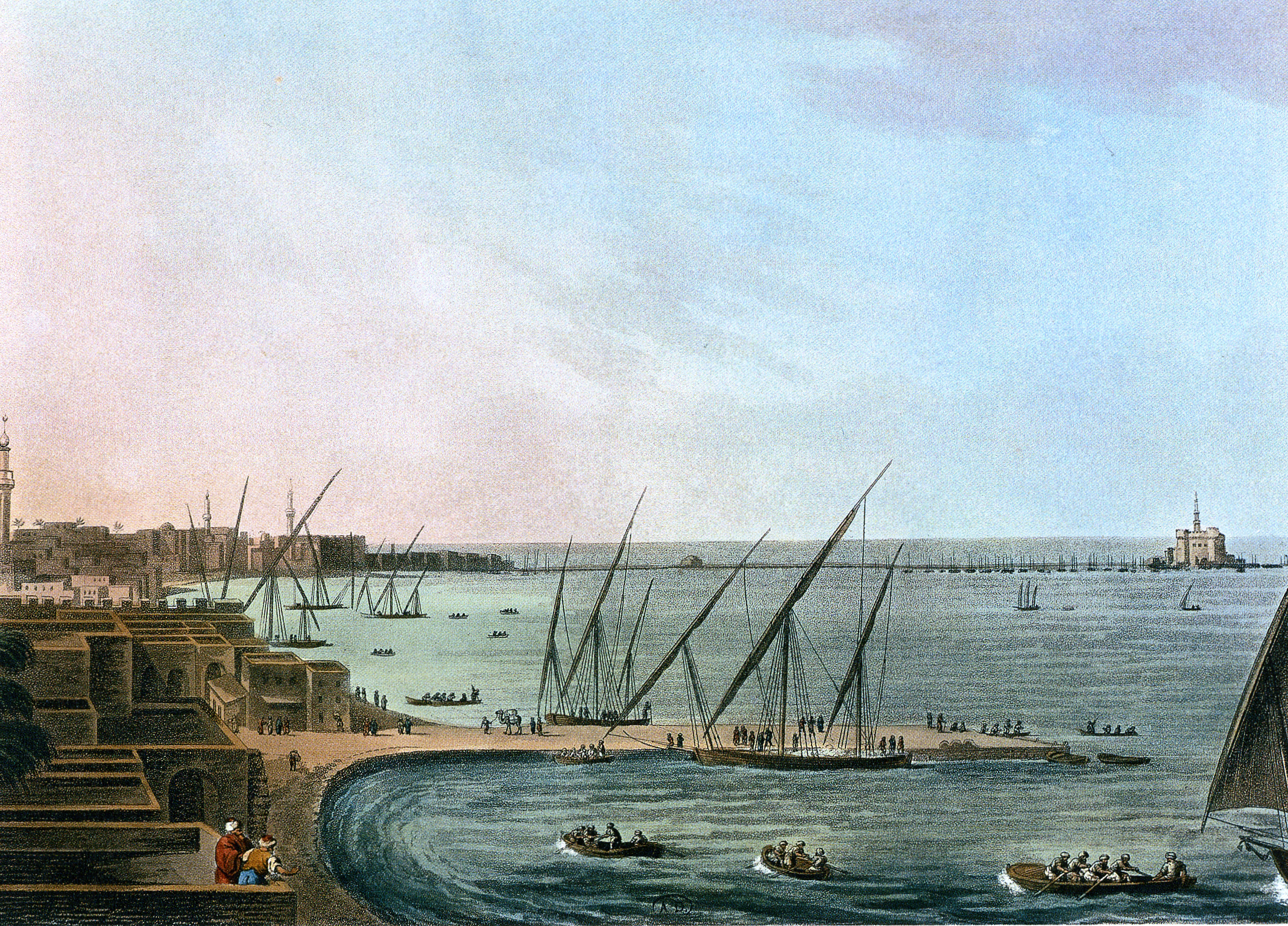
Александрия XIX века

Во время народного восстания, вспыхнувшего в Египте против наполеоновских войск, толпы мусульман громили христианские кварталы и церкви. После ухода французских оккупантов страна в 1801—1805 годах вновь была охвачена смутой и христианскими погромами. Даже александрийский патриарх Парфений II Панкостас, спасаясь от насилия, в конце 1804 года бежал на Родос. Еврейская община также сильно пострадала во время французской оккупации, когда Бонапарт наложил тяжёлый штраф на иудеев и велел уничтожить древнюю синагогу. Новый период расцвета александрийских евреев начался в первой половине XIX века, когда были основаны школы, больницы и разнообразные общества.

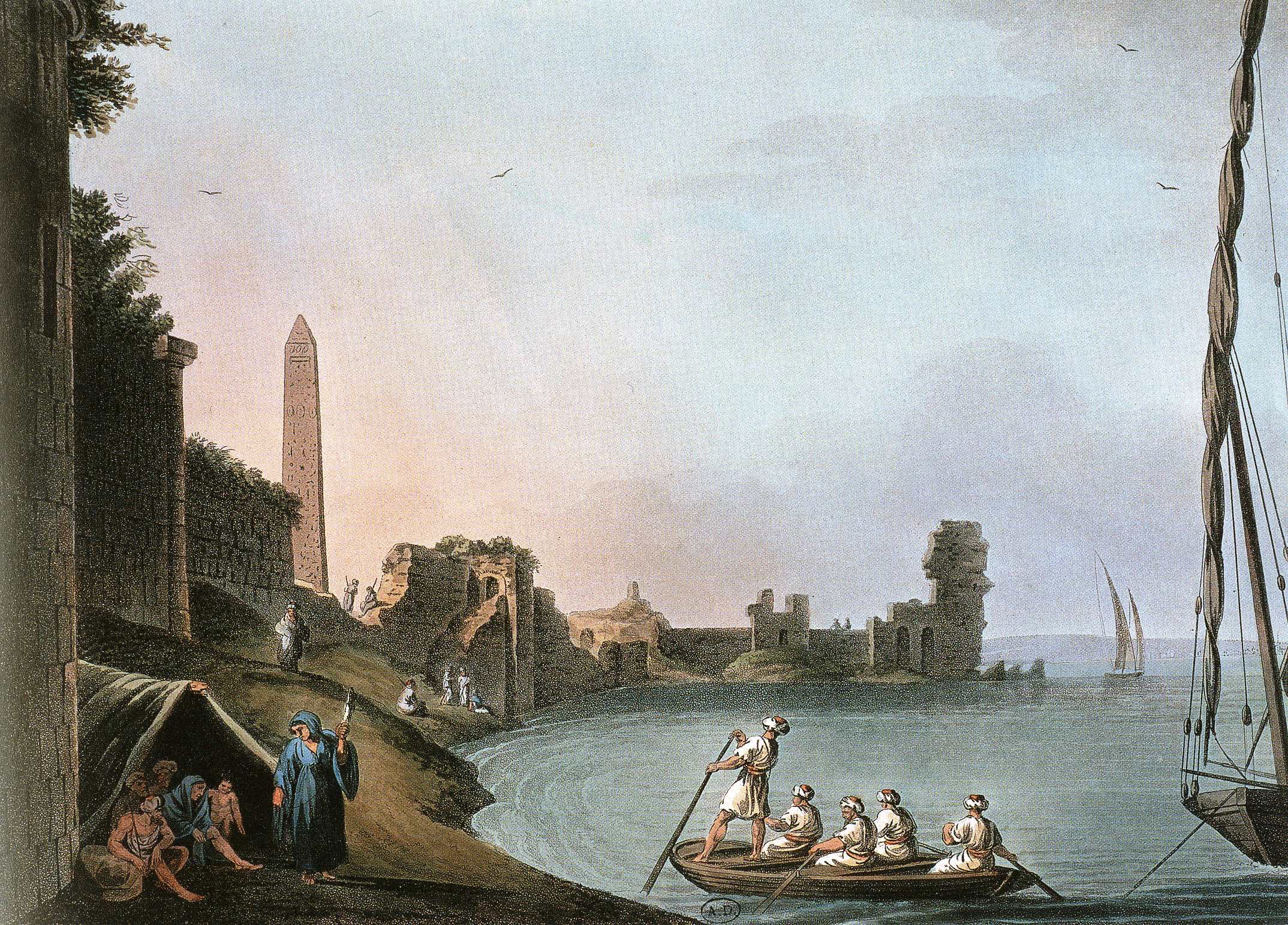
Александрия XIX века

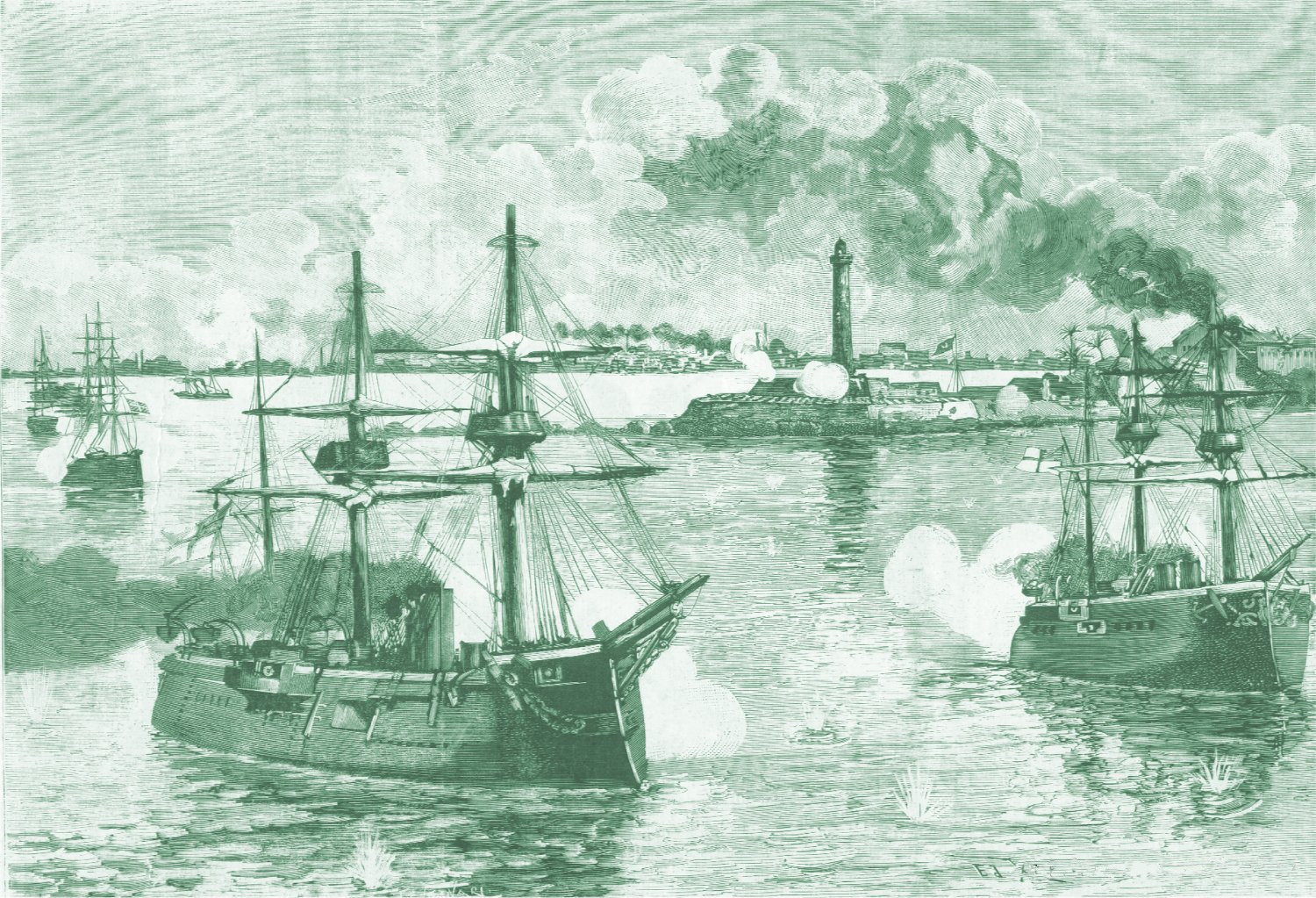
Обстрел Александрии в 1882 году

В 1807 году в ходе англо-турецкой войны египетский хедив Мухаммед Али-паша изгнал из Египта британский корпус. При нём в стране установилась религиозная свобода и терпимость, власти покровительствовали христианским общинам, благодаря чему в Египет из других османских владений устремилось множество греков. Племянник Парфения II, ставший после смерти дяди в 1805 году патриархом Феофилом II, поддерживал иммиграцию греков и одобрял реформы Мухаммеда Али-паши. В этот период в Александрии развернулось масштабное строительство коммуникаций, дворцов и предприятий, а в 1820 году город вновь был соединён с Нилом судоходным каналом Махмудия.
Нищенское положение Александрийского православного патриархата особенно обострилось в 1821 году, когда в Молдове и Валахии были отняты принадлежавшие ему монастыри и имения. В 1825 году константинопольский патриарх Хрисанф под давлением османских властей созвал собор, лишивший Феофила II патриаршего престола. Последним назначенным в Константинополе предстоятелем Александрийской православной церкви стал Иерофей I (1825 год), вернувший патриаршую резиденцию в Александрию, после чего прежняя зависимость Александрийской патриархии от Константинополя несколько ослабла. На деньги, присланные из России, Иерофей I отреставрировал в Александрии полуразрушенный храм Святого Николая и перестроил здание патриархии, а также выкупил у арабов множество христианских пленников.
В 1824 году Святой Престол создал для египетских коптов-католиков свой патриархат, существовавший, однако, из-за противодействия со стороны османских властей лишь формально. В 1829 году коптский католический Александрийский патриархат наконец-то был признан властями и получил разрешение на строительство в Египте церквей. В 1831 году Мухаммед Али-паша открыто восстал против турецкого султана и даже нанёс ему несколько поражений. Но когда в 1840 году он отверг ультиматум Великобритании, Пруссии, Австрии и России, требовавших отказаться от захваченных владений Османской империи, объединённый англо-австрийский флот подошёл к Александрии и принудил египтян пойти на уступки (Мухаммед Али-паша был вынужден снова начать выплачивать дань туркам).
В 1845 году константинопольский патриарх Мелетий III возвёл на Александрийскую кафедру Артемия Пардалиса, но египетские православные при поддержке Мухаммеда Али-паши не признали его законным патриархом. Артемий так и не решился ехать в Александрию, а в начале 1847 года официально отрёкся от престола в пользу Иерофея II, преемника Иерофея I. В 1854 году первая в Африке железная дорога соединила Александрию с Каиром, а в 1860 году в городе начал работать старейший в Африке трамвай.
После обвинения евреев Дамаска в ритуальном убийстве христианского священника (1840) в Александрии в 1870, 1882 и 1901—1907 годах происходили массовые еврейские погромы. В конце XIX — начале XX веков в городе осело немало сирийских евреев из Алеппо. В мае 1882 года египетские офицеры Александрийского гарнизона отказались выполнять требования принятого хедивом англо-французского ультиматума и перешли под командование генерала Араби-паши. Новые египетские власти взяли курс на вытеснение европейского и турецкого влияния. В Александрии на волне арабского национализма начались массовые беспорядки, приведшие к гибели около 50-и европейцев и бегству остальных.
Франция не поддержала англичан и вывела свои войска из Александрии. В июле 1882 года британский флот начал массированный обстрел Александрии, уничтожив почти все фортификационные сооружения. Египетские части покинули форты, на следующий день захваченные британским десантом. После обстрела в Александрии вспыхнули сильные пожары, охватившие значительную часть города. Вскоре британцы полностью выбили египетскую армию из Александрии, а в сентябре 1882 года вошли в Каир. И хотя Египет формально оставался частью Османской империи, фактически он находился под британским протекторатом.
В период британского владычества Александрия была важной военно-морской базой, крупным торгово-финансовым центром (в 1888 году здесь даже открылась первая в стране биржа) и основным портом по вывозу египетского хлопка. В 1895 году римский папа Лев XIII повторно учредил коптский католический патриархат и в 1899 году возвёл епископа Кирилла в ранг патриарха Александрии. При александрийском патриархе Фотие (1900—1925) православная церковь начала выпускать свои печатные издания, открылась знаменитая Александрийская библиотека, усилилась иммиграция в Египет (прежде всего в Александрию) греков из Малой Азии и православных арабов.

## Новейший период (XX—XXI века)

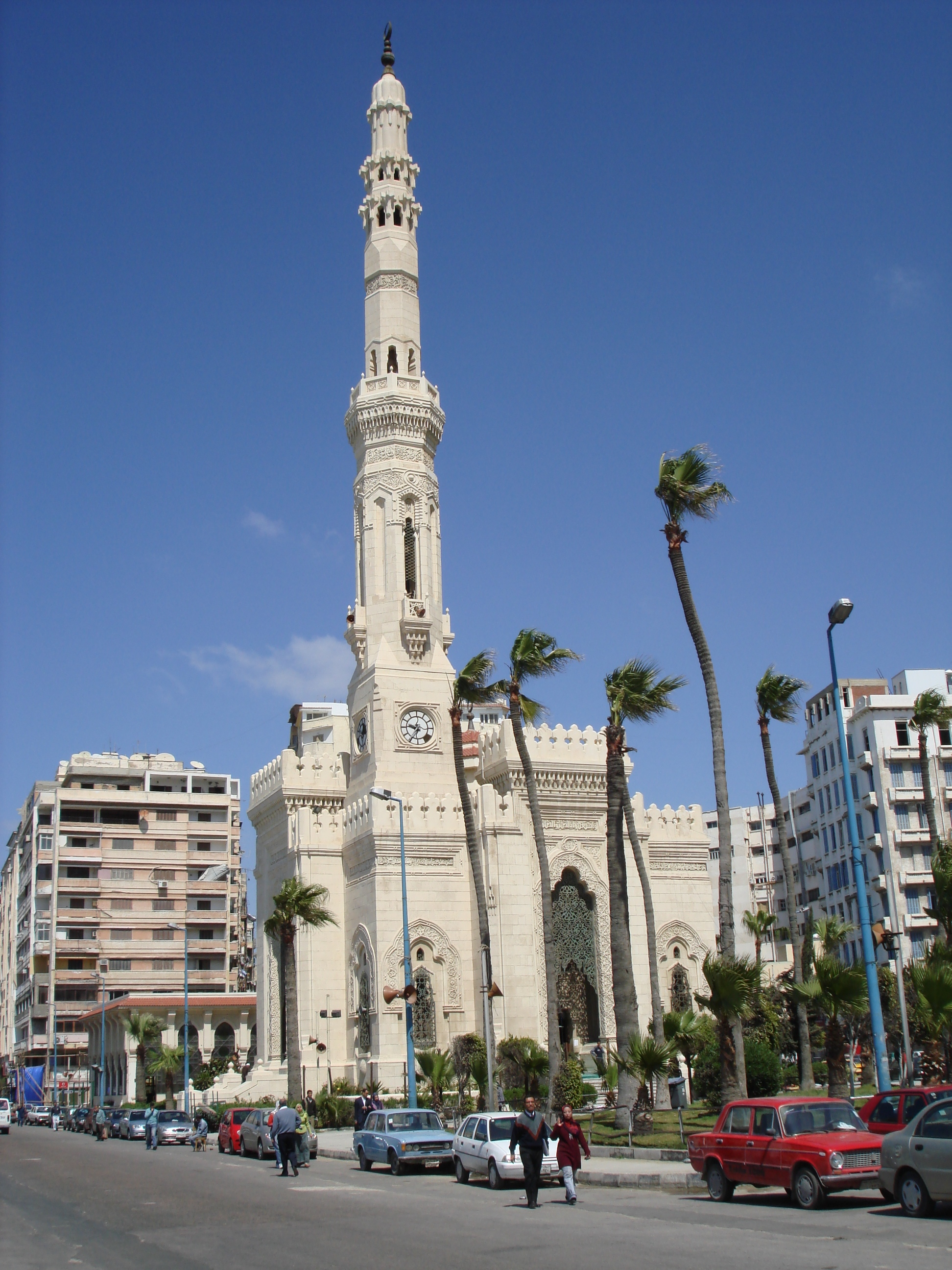
Мечеть Аль-Каед Ибрахим

С 1914 по 1922 год Египет официально находился под протекторатом Великобритании. Во время Первой мировой войны многих палестинских евреев, которые не были османскими подданными, изгнали в Александрию, где они приняли участие в формировании частей, воевавших на стороне Антанты против Турции. Кровавый геноцид, устроенный османскими властями в 1915 году, привёл к появлению в Александрии многочисленных армянских беженцев, позже разъехавшихся по всему свету. После распада Османской империи (1918 год) в городе осели евреи из Турции, Греции, Ливана и Сирии, а также российские ашкеназы.
В феврале 1922 году Великобритания отменила протекторат над Египтом, формально признав его независимость, а в марте того же года султан Ахмед Фуад I был провозглашён королём Египта. После образования суверенного Египта большинство местных евреев не получили египетского гражданства. Патриарх Мелетий II (1926—1935), при котором велось активное строительство храмов и благотворительных учреждений, укрепил за Александрийской церковью юрисдикцию над всей Африкой; составленный им и утверждённый египетскими властями свод правил способствовал тому, что Александрийский патриархат стал более независимым и даже получил защиту от государства.
В 30-х годах в Александрию с Мальты был переведён штаб Средиземноморского флота Великобритании, после чего город превратился в важную военно-морскую базу. После вступлении Италии в войну летом 1940 года многие местные итальянцы были арестованы, а их имущество конфисковано. В декабре 1941 года итальянские водолазы потопили в Александрийской гавани два британских военных судна и ещё два серьёзно повредили. В результате операции погибло восемь человек, но британцы при помощи египетской полиции смогли захватить шестерых итальянских диверсантов.
В 1937 году в Александрии проживало 24,7 тыс. евреев, а в 1947 году — более 21,1 тысячи. Более половины александрийских евреев занималось торговлей, в том числе крупными экспортно-импортными операциями, им принадлежало несколько основных банков города. Многие местные евреи были ремесленниками, юристами, врачами, преподавателями, журналистами, художниками и музыкантами. В 1945 и 1952 годах еврейские погромы в Александрии повторились, а в 1947 году был принят закон, по которому не менее 75 % сотрудников компаний должны быть египетскими гражданами, что привело к увольнению и разорению многих александрийских евреев, не имевших местного гражданства.
Также в городе значительно уменьшилось количество местных греков, большинство из которых после Второй мировой войны эмигрировало из Египта, главным образом в Австралию. Сокращение паствы, ранее традиционно состоявшей из греков, заставило Александрийский патриархат усилить миссионерскую деятельность на Африканском континенте. После революции 1952 года из Александрии выехало много других европейцев (греков, итальянцев, французов, британцев, армян и евреев), ранее составлявших почти половину жителей города.
В 1948 году, когда началась война за независимость Израиля, некоторые местные евреи были интернированы, но большинство из них до 1950 года освободили. В июле 1954 года израильские спецслужбы запланировали с помощью местных евреев провести серию терактов в Александрии, но их заговор был раскрыт и египтяне с помощью беглых нацистов фактически покончили с израильской диверсионной сетью в стране. После провала израильской агентуры недоверие арабов к оставшимся евреям ещё более возросло. В октябре 1954 года сторонники организации Братья-мусульмане предприняли покушение на Насера в Александрии, после чего тот приказал казнить шестерых заговорщиков и арестовать ещё тысячу исламистов, в том числе и Сайида Кутуба.
После прихода к власти Насера (ноябрь 1954 года) многие евреи города были арестованы по обвинениям в сионизме, коммунизме и экономических преступлениях. 12 сентября 1955 года произошло землетрясение магнитудой 6,3. С началом Суэцкого кризиса (1956 год) тысячи евреев Александрии были изгнаны из страны, а их имущество конфисковано; многие из евреев, особенно имевшие французское гражданство, эмигрировали во Францию. В 60-х годах в Александрии ещё проживало около 2,8 тыс. евреев, но после Шестидневной войны (1967 год) многие евреи, включая главного раввина, были арестованы или изгнаны, а их имущество вновь было реквизировано государством. В 1968 году часть мощей Апостола Марка, похищенных в IX веке венецианцами, была возвращена Ватиканом в Александрию.